# الطواف النسائي للاتحاد الدولي لكرة المضرب – 2017 (أبريل–يونيو)
الطواف النسائي للاتحاد الدولي لكرة المضرب هي نسخة عام 2017 من الجولة الثانية في لعبة كرة المضرب للمحترفات. تنظمها الاتحاد الدولي لكرة المضرب وهي درجة أقل من جولة رابطة محترفات التنس. يتضمن الطواف العالمي لكرة المضرب النسائية برعاية الاتحاد الدولي لكرة المضرب بطولات بجوائز مالية تتراوح من $15،000 إلى $100،000.

## المواسم
| مواسم الطواف العالمي لكرة المضرب النسائية برعاية الاتحاد الدولي لكرة المضرب | مواسم الطواف العالمي لكرة المضرب النسائية برعاية الاتحاد الدولي لكرة المضرب | مواسم الطواف العالمي لكرة المضرب النسائية برعاية الاتحاد الدولي لكرة المضرب | مواسم الطواف العالمي لكرة المضرب النسائية برعاية الاتحاد الدولي لكرة المضرب | مواسم الطواف العالمي لكرة المضرب النسائية برعاية الاتحاد الدولي لكرة المضرب | مواسم الطواف العالمي لكرة المضرب النسائية برعاية الاتحاد الدولي لكرة المضرب | مواسم الطواف العالمي لكرة المضرب النسائية برعاية الاتحاد الدولي لكرة المضرب | مواسم الطواف العالمي لكرة المضرب النسائية برعاية الاتحاد الدولي لكرة المضرب | مواسم الطواف العالمي لكرة المضرب النسائية برعاية الاتحاد الدولي لكرة المضرب | مواسم الطواف العالمي لكرة المضرب النسائية برعاية الاتحاد الدولي لكرة المضرب |
| تسعينيات القرن العشرين                                                      | تسعينيات القرن العشرين                                                      | تسعينيات القرن العشرين                                                      | تسعينيات القرن العشرين                                                      | تسعينيات القرن العشرين                                                      | تسعينيات القرن العشرين                                                      | تسعينيات القرن العشرين                                                      | تسعينيات القرن العشرين                                                      | تسعينيات القرن العشرين                                                      | تسعينيات القرن العشرين                                                      |
| --------------------------------------------------------------------------- | --------------------------------------------------------------------------- | --------------------------------------------------------------------------- | --------------------------------------------------------------------------- | --------------------------------------------------------------------------- | --------------------------------------------------------------------------- | --------------------------------------------------------------------------- | --------------------------------------------------------------------------- | --------------------------------------------------------------------------- | --------------------------------------------------------------------------- |
| 1994                                                                        | 1995                                                                        | 1995                                                                        | 1996                                                                        | 1997                                                                        | 1998                                                                        | 1999                                                                        |                                                                             |                                                                             |                                                                             |
| العقد الأول من القرن 21                                                     |                                                                             |                                                                             |                                                                             |                                                                             |                                                                             |                                                                             |                                                                             |                                                                             |                                                                             |
| 2000                                                                        | 2001                                                                        | 2002                                                                        | 2003                                                                        | 2004                                                                        | 2005                                                                        | 2006                                                                        | 2007                                                                        | 2008 الربع الأول · الربع الثاني · الربع الثالث                              | 2009                                                                        |
| العقد الثاني من القرن 21                                                    |                                                                             |                                                                             |                                                                             |                                                                             |                                                                             |                                                                             |                                                                             |                                                                             |                                                                             |
| 2010 الربع الأول · الربع الثاني · الربع الثالث · الربع الرابع               | 2011 الربع الأول · الربع الثاني · الربع الثالث · الربع الرابع               | 2012 الربع الأول · الربع الثاني · الربع الثالث · الربع الرابع               | 2013 الربع الأول · الربع الثاني · الربع الثالث · الربع الرابع               | 2014 الربع الأول · الربع الثاني · الربع الثالث · الربع الرابع               | 2015 الربع الأول · الربع الثاني · الربع الثالث · الربع الرابع               | 2016 الربع الأول · الربع الثاني · الربع الثالث · الربع الرابع               | 2017 الربع الأول · الربع الثاني · الربع الثالث · الربع الرابع               | 2018 الربع الأول · الربع الثاني · الربع الثالث · الربع الرابع               | 2019 الربع الأول · الربع الثاني · الربع الثالث · الربع الرابع               |
| العقد الثالث من القرن 21                                                    |                                                                             |                                                                             |                                                                             |                                                                             |                                                                             |                                                                             |                                                                             |                                                                             |                                                                             |
| 2020 الربع الأول · الربع الثاني · الربع الثالث · الربع الرابع               | 2021 الربع الأول · الربع الثاني · الربع الثالث · الربع الرابع               | 2022 الربع الأول · الربع الثاني · الربع الثالث · الربع الرابع               | 2023 الربع الأول · الربع الثاني · الربع الثالث · الربع الرابع               | 2024 الربع الأول · الربع الثاني · الربع الثالث · الربع الرابع               | 2025 الربع الأول · الربع الثاني · الربع الثالث · الربع الرابع               |                                                                             |                                                                             |                                                                             |                                                                             |

## المفتاح
| الفئات      |
| بطولات W100 |
| بطولات W80  |
| بطولات W60  |
| بطولات W25  |
| بطولات W15  |

## الأشهر

### أبريل
| الأسبوع  | البطولة | الفائزات                                                  | الوصيفات                                         | المتأهلات لنصف النهائي                  | المتأهلات لربع النهائي                                                   |
| -------- | --- | --------------------------------------------------------- | ------------------------------------------------ | --------------------------------------- | ------------------------------------------------------------------------ |
| 3 أبريل  | بولا، إيطاليا ملعب ترابي $25،000 قرعة المباريات الفردية والزوجية                                                    | بترا مارتيتش 6–4، 7–5                                     | كاثينكا فون ديكمان                               | دانيلا هانتشوفا أوليفيا روجوفسكا        | أولغا سائز لاررا كارولينا موتشوفا فيرونيكا كوديرميتوفا فيكتوريا كامنسكيا |
| 3 أبريل  | بولا، إيطاليا ملعب ترابي $25،000 قرعة المباريات الفردية والزوجية                                                    | أليس ماتيوكسي كاملا روساتيليو 6–1، 6–3                    | بيبيان ويجيرس ساندرا زانيوسكا                    | دانيلا هانتشوفا أوليفيا روجوفسكا        | أولغا سائز لاررا كارولينا موتشوفا فيرونيكا كوديرميتوفا فيكتوريا كامنسكيا |
| 3 أبريل  | كاشيوا (تشيبا)، اليابان ملعب صلب $25،000 قرعة المباريات الفردية والزوجية                                            | ماي مينوكوشي 3–6، 6–2، 6–4                                | جانغ سو جونج                                     | يوكي تاناكا لوكسيكا كومخوم              | يوكينا كريستينا شيانغ إريكا سما موموكو كوبوري هان نا لي                  |
| 3 أبريل  | كاشيوا (تشيبا)، اليابان ملعب صلب $25،000 قرعة المباريات الفردية والزوجية                                            | جانغ سو جونج لي يا هستيان 6–3، 3–6، [10–4]                | هان نا لي بينجتارن بليبويتش                      | يوكي تاناكا لوكسيكا كومخوم              | يوكينا كريستينا شيانغ إريكا سما موموكو كوبوري هان نا لي                  |
| 3 أبريل  | إسطنبول، تركيا ملعب صلب (داخلي) $25،000 قرعة المباريات الفردية والزوجية                                             | فيكتوريا توموفا 6–4، 4–6، 6–2                             | فيكتوريا كوزموفا                                 | ماغدالينا ريباريكوفا بولينا مونوفا      | آنا فرلجيتش لورا روبسون أيلا أكسو فالنتينا إيفاخنينكو                    |
| 3 أبريل  | إسطنبول، تركيا ملعب صلب (داخلي) $25،000 قرعة المباريات الفردية والزوجية                                             | أولغا دوروشينا بولينا مونوفا 6–3، 6–2                     | فريا كريستي لورا روبسون                          | ماغدالينا ريباريكوفا بولينا مونوفا      | آنا فرلجيتش لورا روبسون أيلا أكسو فالنتينا إيفاخنينكو                    |
| 3 أبريل  | جاكسون، الولايات المتحدة ملعب ترابي $25،000 قرعة المباريات الفردية والزوجية                                         | باربارا هاس 6–4، 6–7(3–7)، 6–4                            | صوفي تشانغ                                       | آلا كودريافتسيفا أوسوي مايتان أركونادا  | فيكتوريا فلوريس أليكس غواراتشي هسو تشيه يو كاثرين سيبوف                  |
| 3 أبريل  | جاكسون، الولايات المتحدة ملعب ترابي $25،000 قرعة المباريات الفردية والزوجية                                         | آلا كودريافتسيفا آنا زيا 6–2، 6–0                         | أليكس غواراتشي رونيت يوروفيسكي                   | آلا كودريافتسيفا أوسوي مايتان أركونادا  | فيكتوريا فلوريس أليكس غواراتشي هسو تشيه يو كاثرين سيبوف                  |
| 3 أبريل  | ساو جوزيه دوس كامبوس، البرازيل ملعب ترابي $15،000 قرعة المباريات الفردية والزوجية                                   | ناثالي كوراتا 7–6(7–3)، 6–0                               | جولييتا لارا إسطبلي                              | ستيفاني مارييل بيتي غابرييلا سي         | جيوفانا توميكا دانا كريمر مارتينا كابورو تابوردا باربرا غاتيكا           |
| 3 أبريل  | ساو جوزيه دوس كامبوس، البرازيل ملعب ترابي $15،000 قرعة المباريات الفردية والزوجية                                   | غابرييلا سي تايسا غرنا بيدريتي 7–5، 6–7(6–8)، [3–10]      | فيكتوريا بوثيو جولييتا لارا إستابلي              | ستيفاني مارييل بيتي غابرييلا سي         | جيوفانا توميكا دانا كريمر مارتينا كابورو تابوردا باربرا غاتيكا           |
| 3 أبريل  | توتشبي، كرواتيا ملعب ترابي $15،000 قرعة المباريات الفردية والزوجية                                                  | ليا بوشكوفيتش 3–6، 6–1، 1–6                               | لينكا جريكوفا                                    | غابريلا بانتوتشكوفا سابرينا سانتاماريا  | كلوتيلد دي برناردي إيرينا فيتيكاو ماغدالينا بانتوتشكوفا نينا بوتوشنيك    |
| 3 أبريل  | توتشبي، كرواتيا ملعب ترابي $15،000 قرعة المباريات الفردية والزوجية                                                  | إيما لين سابرينا سانتاماريا 3–6، 2–6                      | يانا يابلونوفيسكا ساندرا جامريكوفا               | غابريلا بانتوتشكوفا سابرينا سانتاماريا  | كلوتيلد دي برناردي إيرينا فيتيكاو ماغدالينا بانتوتشكوفا نينا بوتوشنيك    |
| 3 أبريل  | شرم الشيخ، مصر ملعب صلب $15،000 قرعة المباريات الفردية والزوجية                                                     | مارغريتا سكريابينا 2–6، 2–6، 0–3، انسحاب                  | سارة-ريبيكا سيكوليتش                             | ساندرا سمير لينيا مالمكفيست             | لورا-إيوانا أندري لوكريتسيا ستيفانيني كايسا رينالدو بيرسون شو تشينغ ون   |
| 3 أبريل  | شرم الشيخ، مصر ملعب صلب $15،000 قرعة المباريات الفردية والزوجية                                                     | آنا فيسيلينوفيتش يو إكسياودي 3–6، 5–7                     | علا أبو ذكري ساندرا سمير                         | ساندرا سمير لينيا مالمكفيست             | لورا-إيوانا أندري لوكريتسيا ستيفانيني كايسا رينالدو بيرسون شو تشينغ ون   |
| 3 أبريل  | ديجون، فرنسا ملعب صلب (داخلي) $15،000 قرعة المباريات الفردية والزوجية                                               | أودري ألبي 6–4، 0–6، 7–6(7–5)                             | أناستاسيا زاريتسكا                               | جيسيكا بونشيه ثيو جرافويل               | ماتيلد أرميدتانو لودميلا سامسونوفا ليدزيا ماروزافا ليا ثولي              |
| 3 أبريل  | ديجون، فرنسا ملعب صلب (داخلي) $15،000 قرعة المباريات الفردية والزوجية                                               | ديانا مارسنكفيتشا ريبيكا ماساروفا 6–4، 6–3                | فيكتوريا مونتيان أناستاسيا زاريتسكا              | جيسيكا بونشيه ثيو جرافويل               | ماتيلد أرميدتانو لودميلا سامسونوفا ليدزيا ماروزافا ليا ثولي              |
| 3 أبريل  | كاندية، اليونان ملعب ترابي $15،000 قرعة المباريات الفردية والزوجية                                                  | نينا عليباليك 6–1، 6–3                                    | ناستجا كولار                                     | دايانا نيجرينو كاميلا جيانجريكو كامبيز  | رومي كولزر كارمان كور ثاندي آنا أوكولوفا إيوانا جسبار                    |
| 3 أبريل  | كاندية، اليونان ملعب ترابي $15،000 قرعة المباريات الفردية والزوجية                                                  | ناستجا كولار جاسمينا تينجيتش 6–1، 6–1                     | تمارا تشروفيتش كاميلا جيانجريكو كامبيز           | دايانا نيجرينو كاميلا جيانجريكو كامبيز  | رومي كولزر كارمان كور ثاندي آنا أوكولوفا إيوانا جسبار                    |
| 3 أبريل  | الحمامات، تونس ملعب ترابي $15،000 قرعة المباريات الفردية والزوجية                                                   | إستريلا كابيزا كانديلا 6–3، 7–5                           | فرناندا بريتو                                    | إليني كوردولاييمي غايا سانيسي           | يلينا سيميتش بانا أودفاردي دانييلا ماكارينا لوبيز كيانا جريم             |
| 3 أبريل  | الحمامات، تونس ملعب ترابي $15،000 قرعة المباريات الفردية والزوجية                                                   | أليس بالدوتشي غيورغيا ماركيتي 2–6، 6–3، [10–2]            | فرناندا بريتو غايا سانيسي                        | إليني كوردولاييمي غايا سانيسي           | يلينا سيميتش بانا أودفاردي دانييلا ماكارينا لوبيز كيانا جريم             |
| 10 أبريل | Revolution Technologies Pro Tennis Classic إنديان هاربر بيتش، الولايات المتحدة ملعب ترابي $80،000 Singles – Doubles | أولجا جوفورتسوفا 3–6، 6–4، 3–6                            | أماندا أنيسيموفا                                 | فيكتوريا دوفال أنس جابر                 | أوجيني بوشار ريناتا زارازوا كريستي آهن ماديسون برينجل                    |
| 10 أبريل | Revolution Technologies Pro Tennis Classic إنديان هاربر بيتش، الولايات المتحدة ملعب ترابي $80،000 Singles – Doubles | كريستي آهن كوين جليسون 3–6، 2–6                           | لورا بيجوسي ريناتا زارازوا                       | فيكتوريا دوفال أنس جابر                 | أوجيني بوشار ريناتا زارازوا كريستي آهن ماديسون برينجل                    |
| 10 أبريل | Lale Cup اسطنبول، تركيا ملعب صلب $60،000 Singles – Doubles                                                          | باشاك إرايدن 3–6، 0–6                                     | بترا كرجسوفا                                     | ماجدالينا فريتش فيرا لابكو              | كاترينا كوزلوفا بولينا مونوفا سفيلانا برازينكا سابينا شاريبوفا           |
| 10 أبريل | Lale Cup اسطنبول، تركيا ملعب صلب $60،000 Singles – Doubles                                                          | فيرونيكا كوديرميتوفا ايبك سويلو 6–4، 5–7، [9–11]          | كسينيا ليكينا بولينا مونوفا                      | ماجدالينا فريتش فيرا لابكو              | كاترينا كوزلوفا بولينا مونوفا سفيلانا برازينكا سابينا شاريبوفا           |
| 10 أبريل | ناننينغ، الصين ملعب صلب $25،000 قرعة المباريات الفردية والزوجية                                                     | زارينا دياز 2–6، 3–6                                      | لي يا-شوان                                       | لو جينغجينغ هان زينيون                  | ماي مينوكوشي ميهارو إيمانشي تانغ شيانهوي قوه هانيو                       |
| 10 أبريل | ناننينغ، الصين ملعب صلب $25،000 قرعة المباريات الفردية والزوجية                                                     | لو جينغجينغ فاليريا سافينيخ 4–6، 4–6                      | جاي آو قوه هانيو                                 | لو جينغجينغ هان زينيون                  | ماي مينوكوشي ميهارو إيمانشي تانغ شيانهوي قوه هانيو                       |
| 10 أبريل | بولا، إيطاليا ملعب ترابي $25،000 قرعة المباريات الفردية والزوجية                                                    | جورجيا بريسيا 1–6، 2–6                                    | برناردا بيرا                                     | بترا مارتيتش إيرينا ماريا بارا          | كارولينا موتشوفا بولا بادوسا جيبيرت كاثارينا هوبجارسكي ماري بينوا        |
| 10 أبريل | بولا، إيطاليا ملعب ترابي $25،000 قرعة المباريات الفردية والزوجية                                                    | جورجينا غارسيا بيريز برناردا بيرا 4–6، 3–6                | كريستيانا فيراندو كاميلا روساتيلو                | بترا مارتيتش إيرينا ماريا بارا          | كارولينا موتشوفا بولا بادوسا جيبيرت كاثارينا هوبجارسكي ماري بينوا        |
| 10 أبريل | إيرابواتو، المكسيك ملعب صلب $25،000 قرعة المباريات الفردية والزوجية                                                 | دينيز خازانيك انسحاب                                      | صوفيا زهوك                                       | ميكايلا أونتشوفا كاتي سوان              | رونيت يوروفسكي ماري أوساكا Victoria Rodríguez مارسيلا زكرياس             |
| 10 أبريل | إيرابواتو، المكسيك ملعب صلب $25،000 قرعة المباريات الفردية والزوجية                                                 | ديزيراي كراوتزيك جوليانا أولموس 6–1، 6–0                  | رونيت يوروفسكي مارسيلا زكرياس                    | ميكايلا أونتشوفا كاتي سوان              | رونيت يوروفسكي ماري أوساكا Victoria Rodríguez مارسيلا زكرياس             |
| 10 أبريل | Pelham، الولايات المتحدة ملعب ترابي $25،000 قرعة المباريات الفردية والزوجية                                         | ألريكك إيكري 7–5، 6–2                                     | أوسوي مايتان أركونادا                            | أليكسا غوااتشي أماندا كاريراس           | جاكلين كريستيان إليزافيتا يانتشوك تينا لوكاس غابرييلا دابروفسكي          |
| 10 أبريل | Pelham، الولايات المتحدة ملعب ترابي $25،000 قرعة المباريات الفردية والزوجية                                         | أمينة بكتاس ساناز ماراند انسحاب                           | أماندا كاريراس تينا لوكاس                        | أليكسا غوااتشي أماندا كاريراس           | جاكلين كريستيان إليزافيتا يانتشوك تينا لوكاس غابرييلا دابروفسكي          |
| 10 أبريل | شرم الشيخ، مصر ملعب صلب $15،000 قرعة المباريات الفردية والزوجية                                                     | سارة ريبيكا سيكوليتش 6–7(5–7)، 7–6(7–2)، 6–2              | لورا إيوانا أندري                                | آنا فيسيلينوفيتش ماجالي كيمبين          | مايوين نودي ساندرا سمير ماريام بولكووزي ميلاني كلافنير                   |
| 10 أبريل | شرم الشيخ، مصر ملعب صلب $15،000 قرعة المباريات الفردية والزوجية                                                     | آنا فيسيلينوفيتش يو إكسياودي 2–6، 7–5، [13–11]            | لورا إيوانا أندري ميلاني كلافنير                 | آنا فيسيلينوفيتش ماجالي كيمبين          | مايوين نودي ساندرا سمير ماريام بولكووزي ميلاني كلافنير                   |
| 10 أبريل | شيمكنت، كازاخستان ملعب ترابي $15،000 قرعة المباريات الفردية والزوجية                                                | كاملة كيريمباييفا 4–6، 0–6                                | ألبينا خابيبولينا                                | داريا كروجكوفا أناستاسيا جاسانوفا       | كارين ساركيسوفا ألكسندرا بيربر كاترينا سليوسار يانا سيزيكوفا             |
| 10 أبريل | شيمكنت، كازاخستان ملعب ترابي $15،000 قرعة المباريات الفردية والزوجية                                                | كرمن إيلونا يانا سيزيكوفا 4–6، 1–6                        | أناستاسيا جاسانوفا أناستاسيا بريبيلوفا           | داريا كروجكوفا أناستاسيا جاسانوفا       | كارين ساركيسوفا ألكسندرا بيربر كاترينا سليوسار يانا سيزيكوفا             |
| 10 أبريل | حمامات، تونس ملعب ترابي 15،000 دولار قرعة المباريات الفردية والزوجية                                                | بانا أودفاردي 1–6، 4–6، 3–6                               | أودري ألبي                                       | فرناندا بريتو شيراز بشري                | كاتارينا كيرلاخ إيما ليني غيومار مارستاني بويانا ماركوفيتش               |
| 10 أبريل | حمامات، تونس ملعب ترابي 15،000 دولار قرعة المباريات الفردية والزوجية                                                | مايا لامسدن بانا أودفاردي 4–6، 7–5، [10–4]                | فرناندا بريتو فاني أوستلوند                      | فرناندا بريتو شيراز بشري                | كاتارينا كيرلاخ إيما ليني غيومار مارستاني بويانا ماركوفيتش               |
| 17 أبريل | ملعب صلبee's Pro Classic دوثان، الولايات المتحدة ملعب ترابي $60٬000 فردي – زوجي                                     | كريستي آهن 1–6، 2–6، 2–6                                  | أماندا أنيسيموفا                                 | باربارا هاس صوفيا كينين                 | فاني ستولار ميشيل لارشر دي بريتو أوسوي مايتان أركونادا صوفي تشانغ        |
| 17 أبريل | ملعب صلبee's Pro Classic دوثان، الولايات المتحدة ملعب ترابي $60٬000 فردي – زوجي                                     | Emina Bektas Sanaz Marand 6–3، 1–6، [10–2]                | كريستي آهن Lizette Cabrera                       | باربارا هاس صوفيا كينين                 | فاني ستولار ميشيل لارشر دي بريتو أوسوي مايتان أركونادا صوفي تشانغ        |
| 17 أبريل | بولا، إيطاليا ملعب ترابي $25٬000 قرعة المباريات الفردية والزوجية                                                    | Valentyna Ivakhnenko 7–5، 3–6                             | جورجينا غارسيا بيريز                             | كوني بيرين Beatrice Torelli             | Kimberley Zimmermann تيريزا مردجا إليزافيتا كوليتشكوفا مارتينا دي جوزيبي |
| 17 أبريل | بولا، إيطاليا ملعب ترابي $25٬000 قرعة المباريات الفردية والزوجية                                                    | Ankita Raina Eva Wacanno 6–4، 6–4                         | Irene Burillo Escorihuela Yvonne Cavallé Reimers | كوني بيرين Beatrice Torelli             | Kimberley Zimmermann تيريزا مردجا إليزافيتا كوليتشكوفا مارتينا دي جوزيبي |
| 17 أبريل | كياسو، سويسرا ملعب ترابي $25٬000 قرعة المباريات الفردية والزوجية                                                    | جيل تيخمان 2–6، 6–3، 6–2                                  | كاثينكا فون ديكمان                               | ماري بوزكوفا ميرتل جورج                 | شيرازاد ريكس لينا جورشيسكا دلما جالفي لينكا جريكوفا                      |
| 17 أبريل | كياسو، سويسرا ملعب ترابي $25٬000 قرعة المباريات الفردية والزوجية                                                    | لينا جورشيسكا ألكساندرينا نايدينوفا 7–5، 2–6، [10–7]      | كاترينا كرامبيروفا روزالي فان دير هوك            | ماري بوزكوفا ميرتل جورج                 | شيرازاد ريكس لينا جورشيسكا دلما جالفي لينكا جريكوفا                      |
| 17 أبريل | القاهرة، مصر ملعب ترابي $15،000 قرعة المباريات الفردية والزوجية                                                     | هيلين شولتسن 4–6، 6–2، 6–2                                | ماريا فرناندا هيرازو                             | كاميلا جيانجريكو كامبيز دومينيك كاريغات | ديسبينا باباميتشايل كيرستن-أندريا ويدون ساوجانيا بافيستي إرينا فيتيكاو   |
| 17 أبريل | القاهرة، مصر ملعب ترابي $15،000 قرعة المباريات الفردية والزوجية                                                     | مريم بولكفادزي تيريزا ميهاليكوفا 7–6(9–7)، 6–3            | بويانا مارينكوفيتش ديسبينا باباميتشايل           | كاميلا جيانجريكو كامبيز دومينيك كاريغات | ديسبينا باباميتشايل كيرستن-أندريا ويدون ساوجانيا بافيستي إرينا فيتيكاو   |
| 17 أبريل | شيمكنت، كازاخستان ملعب ترابي $15،000 قرعة المباريات الفردية والزوجية                                                | مارينا تشيرنيشوفا 6–3، 6–3                                | أنستازيا بريبيلوفا                               | مارليس زوبر فيرونيكا كابشاي             | أنجلينا جابوييفا يانا سيزيكوفا أرينا فولتس كارين ساركيسوفا               |
| 17 أبريل | شيمكنت، كازاخستان ملعب ترابي $15،000 قرعة المباريات الفردية والزوجية                                                | كرمن إيلونا يانا سيزيكوفا 7–6(7–2)، 6–1                   | فيرونيكا كابشاي ألكسندرا بيربر                   | مارليس زوبر فيرونيكا كابشاي             | أنجلينا جابوييفا يانا سيزيكوفا أرينا فولتس كارين ساركيسوفا               |
| 17 أبريل | حمامات، تونس ملعب ترابي $15،000 قرعة المباريات الفردية والزوجية                                                     | تيساه أندريانجافيتريمو 6–2، 6–4                           | كاميلا سكالا                                     | أندريا غاميز غيومار ماريستاني           | جيسيكا بونشيه مانو أركانجيولي غابرييلا سي فاني أوستلوند                  |
| 17 أبريل | حمامات، تونس ملعب ترابي $15،000 قرعة المباريات الفردية والزوجية                                                     | غابرييلا سي أندريا غاميز 6–1، 6–2                         | مانو أركانجيولي جيسيكا بونشيه                    | أندريا غاميز غيومار ماريستاني           | جيسيكا بونشيه مانو أركانجيولي غابرييلا سي فاني أوستلوند                  |
| 17 أبريل | أنطاليا، تركيا ملعب ترابي $15،000 قرعة المباريات الفردية والزوجية                                                   | مارتا ليشنيك 6–3، 6–2                                     | ألينا تاراسوفا                                   | كلوتيلد دي بيرناردي ناستجا كولار        | يانا مورديرجر آني فانجيلوفا تايسييا مورديرجر إيفا زاجوراك                |
| 17 أبريل | أنطاليا، تركيا ملعب ترابي $15،000 قرعة المباريات الفردية والزوجية                                                   | إيما لين يوكي تاناكا 3–6، 6–1، [10–4]                     | ماري بينوا يساليني بونافنتور                     | كلوتيلد دي بيرناردي ناستجا كولار        | يانا مورديرجر آني فانجيلوفا تايسييا مورديرجر إيفا زاجوراك                |
| 24 أبريل | كونمينغ المفتوحة أنينغ، الصين ملعب ترابي $100٬000+H فردي – زوجي                                                     | تشينغ سيساي 7–5، 6–4                                      | زارينا دياز                                      | أرينا روديونوفا يانغ زاوكسوان           | يانا فيت فالنتيني جراماتيكوبولو هان زينيون غاو شينيو                     |
| 24 أبريل | كونمينغ المفتوحة أنينغ، الصين ملعب ترابي $100٬000+H فردي – زوجي                                                     | هان زينيون يي كيويو 6–2، 7–5                              | برارثانا ثومبار شون فانجينغ                      | أرينا روديونوفا يانغ زاوكسوان           | يانا فيت فالنتيني جراماتيكوبولو هان زينيون غاو شينيو                     |
| 24 أبريل | جائزة نانا تونس (مدينة)، تونس ملعب ترابي $60٬000 فردي – زوجي                                                        | ريتشل هوجينكامب 7–5، 6–4                                  | لينا جورشيسكا                                    | بترا مارتيتش أجنيس بوكتا                | كاتارزينا كاوا سيلفيا سولير إسبينوزا مانو أركانجيولي كاثينكا فون ديكمان  |
| 24 أبريل | جائزة نانا تونس (مدينة)، تونس ملعب ترابي $60٬000 فردي – زوجي                                                        | غوادالوبي بيريز روجاس دانييلا سيغيل 6–7(3–7)، 6–3، [11–9] | أجنيس بوكتا فيفيان يوهاسوفا                      | بترا مارتيتش أجنيس بوكتا                | كاتارزينا كاوا سيلفيا سولير إسبينوزا مانو أركانجيولي كاثينكا فون ديكمان  |
| 24 أبريل | بطولة بويد تينسلي للسيدات ملعب ترابي شارلوتسفيل، الولايات المتحدة ملعب ترابي $60٬000 فردي – زوجي                    | ماديسون برينجل 6–4، 6–3                                   | كارولين دولهايد                                  | جيمي لوب أجلا توملجانوفيتش              | أنهيلينا كالينينا كلير ليو فيكتوريا رودريغيز كاتالينا بيلا               |
| 24 أبريل | بطولة بويد تينسلي للسيدات ملعب ترابي شارلوتسفيل، الولايات المتحدة ملعب ترابي $60٬000 فردي – زوجي                    | يوفانا ياكشيتش كاتالينا بيلا 6–4، 7–6(7–5)                | ماديسون برينجل دانيال كولينز                     | جيمي لوب أجلا توملجانوفيتش              | أنهيلينا كالينينا كلير ليو فيكتوريا رودريغيز كاتالينا بيلا               |
| 24 أبريل | بولا، إيطاليا ملعب ترابي $25،000 قرعة المباريات الفردية والزوجية                                                    | جوليا جاتو مونتيكوني 3–6، 7–5، 6–4                        | إيرينا ماريا بارا                                | شانتال شكاملوفا ايلينا غابرييلا روس     | تيريزا مردجا تيساه أندريانجافيتريمو جورجيا بريشيا باتي شنايدر            |
| 24 أبريل | بولا، إيطاليا ملعب ترابي $25،000 قرعة المباريات الفردية والزوجية                                                    | إيرينا ماريا بارا تيريزا مردجا 6–4، 6–2                   | سارة كاكاريفيتش نيكوليتا داسكال                  | شانتال شكاملوفا ايلينا غابرييلا روس     | تيريزا مردجا تيساه أندريانجافيتريمو جورجيا بريشيا باتي شنايدر            |
| 24 أبريل | قرشي، أوزبكستان ملعب صلب $25،000 قرعة المباريات الفردية والزوجية                                                    | بولينا مونوفا 4–6، 6–3، 6–3                               | أولغا يانتشوك                                    | نيجينا أبدوريموفا أولغا دوروشينا        | أوليسيا بريفوشينا هارييت دارت أنكيتا راينا فاليريا ستراخوفا              |
| 24 أبريل | قرشي، أوزبكستان ملعب صلب $25،000 قرعة المباريات الفردية والزوجية                                                    | أولغا دوروشينا بولينا مونوفا 7–5، 6–2                     | نيجينا أبدوريموفا آنا فيسيلينوفيتش               | نيجينا أبدوريموفا أولغا دوروشينا        | أوليسيا بريفوشينا هارييت دارت أنكيتا راينا فاليريا ستراخوفا              |
| 24 أبريل | القاهرة، مصر ملعب ترابي $15،000 قرعة المباريات الفردية والزوجية                                                     | ديا هردجلاش 3–6، 1–6                                      | إيرينا فيتيكاو                                   | ديسبينا باباميتشايل بويانا مارينكوفيتش  | دومينيك كارغات كاميلا جيانجريكو كامبيز ماريا فرنندا هيرازو هيلين شولسن   |
| 24 أبريل | القاهرة، مصر ملعب ترابي $15،000 قرعة المباريات الفردية والزوجية                                                     | إيرينا فيتيكاو آنا سلوفاكوفا 7–6(2–7)، 6–2، [5–10]        | مريم بولكفادزي مارغو بوفي                        | ديسبينا باباميتشايل بويانا مارينكوفيتش  | دومينيك كارغات كاميلا جيانجريكو كامبيز ماريا فرنندا هيرازو هيلين شولسن   |
| 24 أبريل | هوا هين، تايلاند ملعب صلب $15،000 قرعة المباريات الفردية والزوجية                                                   | باتشارين تشيبشندج 1–6، 5–7                                | تشانغ لينغ                                       | صن زيو نودنيدا لوانجنام                 | زينغ ووشوانغ بريت جيوكنس بريرنا بامبري كارمان كور ثاندي                  |
| 24 أبريل | هوا هين، تايلاند ملعب صلب $15،000 قرعة المباريات الفردية والزوجية                                                   | نودنيدا لوانجنام فرنيا وونجتينتشاي 5–7، 2–6               | باتشارين تشيبشندج هان سونغ هي                    | صن زيو نودنيدا لوانجنام                 | زينغ ووشوانغ بريت جيوكنس بريرنا بامبري كارمان كور ثاندي                  |
| 24 أبريل | أنطاليا، تركيا ملعب ترابي $15،000 قرعة المباريات الفردية والزوجية                                                   | يساليني بونافنتور 4–6، 2–6                                | يوكي تاناكا                                      | ماري بينوا أمينة أنشبا                  | مارتا ليشيناك ناتاليا فاجدوفا مارغو ييروليموس جاكلين كاباج أواد          |
| 24 أبريل | أنطاليا، تركيا ملعب ترابي $15،000 قرعة المباريات الفردية والزوجية                                                   | جاكلين كاباج أواد مارغو ييروليموس 7–6(5–7)، 6–3، [8–10]   | أمينة أنشبا نينا كروجر                           | ماري بينوا أمينة أنشبا                  | مارتا ليشيناك ناتاليا فاجدوفا مارغو ييروليموس جاكلين كاباج أواد          |

### مايو
| الأسبوع | البطولة | الفائزات                                                      | الوصيفات                                 | المتأهلات لنصف النهائي                     | المتأهلات لربع النهائي                                                      |
| ------- | --- | ------------------------------------------------------------- | ---------------------------------------- | ------------------------------------------ | --------------------------------------------------------------------------- |
| 1 مايو  | كأس الكنغر غيفو (غيفو)، اليابان ملعب صلب $80،000 Singles – Doubles                                                | ماغدالينا ريباريكوفا 6–2، 6–3                                 | تشو لين                                  | كرامي نارا لوكسيكا كومخوم                  | شيهو أكيتا لورا روبسون أرينا روديونوفا جوليا غلوشكو                         |
| 1 مايو  | كأس الكنغر غيفو (غيفو)، اليابان ملعب صلب $80،000 Singles – Doubles                                                | إري هوزمي ميو كاتو 6–4، 6–2                                   | كاتي دان جوليا غلوشكو                    | كرامي نارا لوكسيكا كومخوم                  | شيهو أكيتا لورا روبسون أرينا روديونوفا جوليا غلوشكو                         |
| 1 مايو  | بطولة إل تي بي تشارلستون برو تنس تشارلستون، الولايات المتحدة ملعب ترابي $60،000 Singles – Doubles                 | ماديسون برينجل 4–6، 6–2، 6–3                                  | دانيال كولينز                            | كلير ليو صوفيا زهوك                        | لورين إمبري فرانسواز أبندا كايلا داي إليزافيتا يانتشوك                      |
| 1 مايو  | بطولة إل تي بي تشارلستون برو تنس تشارلستون، الولايات المتحدة ملعب ترابي $60،000 Singles – Doubles                 | إيمينا بيكتاس أليكسا غواراشي 5–7، 6–3، [10–5]                 | كايتلين كريستيان سابرينا سانتاماريا      | كلير ليو صوفيا زهوك                        | لورين إمبري فرانسواز أبندا كايلا داي إليزافيتا يانتشوك                      |
| 1 مايو  | فيسبادن، ألمانيا ملعب ترابي $25،000 قرعة المباريات الفردية والزوجية                                               | كاثينكا فون ديكمان 4–6، 6–4، 7–6(9–7)                         | بترا مارتيتش                             | كاثرينا هوبرجارسكي آنا كارولينا شميدلوفا   | ريبيكا ماساروفا بيبيان ويجيرس جيمي فورليس لورا-إيوانا أندري                 |
| 1 مايو  | فيسبادن، ألمانيا ملعب ترابي $25،000 قرعة المباريات الفردية والزوجية                                               | فيفيان هايسن ستورم ساندرز 7–5، 5–7، [10–8]                    | ديانا مارسنكفيتشا ريبيكا ماساروفا        | كاثرينا هوبرجارسكي آنا كارولينا شميدلوفا   | ريبيكا ماساروفا بيبيان ويجيرس جيمي فورليس لورا-إيوانا أندري                 |
| 1 مايو  | خيمكي، روسيا ملعب صلب (indoor) $25،000 قرعة المباريات الفردية والزوجية                                            | ديانا رادانوفيتش 6–3، 6–3                                     | آنا مورجينا                              | أناستازيا بوتابوفا أناستازيا فرولوفا       | بولينا مونوفا ألكساندرا موروزوفا أولغا بوتشكوفا ميهايلا بوزارنيسكو          |
| 1 مايو  | خيمكي، روسيا ملعب صلب (indoor) $25،000 قرعة المباريات الفردية والزوجية                                            | أوليسيا بيرفوشينا أناستازيا بوتابوفا 6–0، 6–1                 | يكاترينا كازيونوفا داريا كروزكوفا        | أناستازيا بوتابوفا أناستازيا فرولوفا       | بولينا مونوفا ألكساندرا موروزوفا أولغا بوتشكوفا ميهايلا بوزارنيسكو          |
| 1 مايو  | لاردة، إسبانيا ملعب ترابي $25،000 قرعة المباريات الفردية والزوجية                                                 | أولغا سايز لارا 6–4، 7–6(8–6)                                 | جورجينا غارسيا بيريز                     | ميلاني ستوك إيلينا غابريلا روس             | جيل تيخمان برناردا بيرا أندريا غاميز غيومار مارستاني                        |
| 1 مايو  | لاردة، إسبانيا ملعب ترابي $25،000 قرعة المباريات الفردية والزوجية                                                 | أندريا غاميز جورجينا غارسيا بيريز 6–1، 4–6، [10–8]            | فيرا لابكو ألكساندرينا نايدينوفا         | ميلاني ستوك إيلينا غابريلا روس             | جيل تيخمان برناردا بيرا أندريا غاميز غيومار مارستاني                        |
| 1 مايو  | المرسى (تونس)، تونس ملعب ترابي $25،000 قرعة المباريات الفردية والزوجية                                            | ميرتل جورج 6–1، 6–1                                           | ألكسندرا بانوفا                          | غابرييلا سي دانييلا سيغيل                  | هارموني تان مارتا بايجينا يساليني بونافنتور كاتارزينا كاوا                  |
| 1 مايو  | المرسى (تونس)، تونس ملعب ترابي $25،000 قرعة المباريات الفردية والزوجية                                            | كاتارزينا كاوا جاسمينا تينجيتش 7–5، 6–4                       | ديا هردجلاش تيريزا مردجا                 | غابرييلا سي دانييلا سيغيل                  | هارموني تان مارتا بايجينا يساليني بونافنتور كاتارزينا كاوا                  |
| 1 مايو  | القاهرة، مصر ملعب ترابي $15،000 قرعة المباريات الفردية والزوجية                                                   | قالب:بيانات بلد جيورجيا ماريام بولكفادزي 3–6، 6–3، 6–7(4–7)   | كاميلا جيانجريكو كامبيز                  | آنا يوريكي ريا باتيا                       | ماريا فرناندا هيرازو سوفيانيا بافيسيتي ليزا ماري ماتشكه ماجالي كيمبين       |
| 1 مايو  | القاهرة، مصر ملعب ترابي $15،000 قرعة المباريات الفردية والزوجية                                                   | ماريا فرناندا هيرازو ماجالي كيمبين 1–6، 2–6                   | سوفيانيا بافيسيتي ريشيكا سانكارا         | آنا يوريكي ريا باتيا                       | ماريا فرناندا هيرازو سوفيانيا بافيسيتي ليزا ماري ماتشكه ماجالي كيمبين       |
| 1 مايو  | جيور، المجر ملعب ترابي $15،000 قرعة المباريات الفردية والزوجية                                                    | إيغا شفيونتيك 2–6، 2–6                                        | غابريلا هوراشكوفا                        | إيفا بريموراتس لوكا ناجميهيالي             | تمارا تشروفيتش ميرا أنتونيتش ديانا سوموفا مريم بيانكا بولغارو               |
| 1 مايو  | جيور، المجر ملعب ترابي $15،000 قرعة المباريات الفردية والزوجية                                                    | ميرا أنتونيتش بانا أودفاردي 1–6، 2–6                          | تمارا تشروفيتش وانغ شينيو                | إيفا بريموراتس لوكا ناجميهيالي             | تمارا تشروفيتش ميرا أنتونيتش ديانا سوموفا مريم بيانكا بولغارو               |
| 1 مايو  | عكا، إسرائيل ملعب صلب $15،000 قرعة المباريات الفردية والزوجية                                                     | ديسبينا باباميتشايل 6–1، 6–2                                  | صدفموه توليبوفا                          | آنا فيسيلينوفيتش فلادا اكشيباروفا          | أليكسا رينغلر شيلي كروليتزكي فاليريا زيليفا لينا غلشكو                      |
| 1 مايو  | عكا، إسرائيل ملعب صلب $15،000 قرعة المباريات الفردية والزوجية                                                     | فلادا اكشيباروفا ديسبينا باباميتشايل 6–4، 6–3                 | شيلي كروليتزكي مايا تهان                 | آنا فيسيلينوفيتش فلادا اكشيباروفا          | أليكسا رينغلر شيلي كروليتزكي فاليريا زيليفا لينا غلشكو                      |
| 1 مايو  | بولا، إيطاليا ملعب ترابي $15،000 قرعة المباريات الفردية والزوجية                                                  | فرناندا بريتو 6–3، 6–3                                        | لودميلا سامسونوفا                        | يلينا إن-ألبون غيورغيا ماركيتي             | أوغوستينا تشلباك كايسا رينالدو بيرسون نوهيليا زيبالوس آبي مايرز             |
| 1 مايو  | بولا، إيطاليا ملعب ترابي $15،000 قرعة المباريات الفردية والزوجية                                                  | فرناندا بريتو نوهيليا زيبالوس 6–3، 0–6، [10–3]                | ماريا ماسيني ليزا بونومار                | يلينا إن-ألبون غيورغيا ماركيتي             | أوغوستينا تشلباك كايسا رينالدو بيرسون نوهيليا زيبالوس آبي مايرز             |
| 1 مايو  | هوا هين، تايلاند ملعب صلب $15،000 قرعة المباريات الفردية والزوجية                                                 | ميكايلا هيت 6–3، 6–7(5–7)، 6–4                                | تشيهيرو موراماتسو                        | هارييت دارت نودنيدا لوانجنام               | سارا توميتش باتشارين شيابشاندج أليسيا سميث هان سونغ هي                      |
| 1 مايو  | هوا هين، تايلاند ملعب صلب $15،000 قرعة المباريات الفردية والزوجية                                                 | تشين جياهوي زانغ يينغ 6–4، 6–1                                | فاطمة النبهاني تشيهيرو موراماتسو         | هارييت دارت نودنيدا لوانجنام               | سارا توميتش باتشارين شيابشاندج أليسيا سميث هان سونغ هي                      |
| 1 مايو  | أنطاليا، تركيا ملعب ترابي $15،000 قرعة المباريات الفردية والزوجية                                                 | باربارا غاتيكا 6–2، 7–5                                       | أمينة أنشبا                              | ماغدالينا بانتوتشكوفا يلينا ريباكينا       | كسينيا ألكان أندريا كا يانا مورديرغر تايسييا مورديرغر                       |
| 1 مايو  | أنطاليا، تركيا ملعب ترابي $15،000 قرعة المباريات الفردية والزوجية                                                 | أمينة أنشبا يلينا ريباكينا 7–5، 4–6، [10–8]                   | داريا نازاركينا آنا أوكولوفا             | ماغدالينا بانتوتشكوفا يلينا ريباكينا       | كسينيا ألكان أندريا كا يانا مورديرغر تايسييا مورديرغر                       |
| 8 مايو  | Open de Cagnes-sur-Mer Alpes-Maritimes كاني سور مير، فرنسا ملعب ترابي $100٬000 فردي – زوجي                        | بياتريس حداد مايا 6–3، 6–3                                    | جيل تيخمان                               | دانكا كوفينتش كاتارينا زافاتسكا            | إليزافيتا كوليتشكوفا جانا فيت أليسون فان يوتفانخ أليز ليم                   |
| 8 مايو  | Open de Cagnes-sur-Mer Alpes-Maritimes كاني سور مير، فرنسا ملعب ترابي $100٬000 فردي – زوجي                        | تشانغ كاي تشن هيش سو وي 7–5، 6–1                              | رالوكا أولارو ريناتا فوراكوفا            | دانكا كوفينتش كاتارينا زافاتسكا            | إليزافيتا كوليتشكوفا جانا فيت أليسون فان يوتفانخ أليز ليم                   |
| 8 مايو  | كأس فوكوكا للسيدات الدولية فوكوكا، اليابان Carpet $60٬000 فردي – زوجي                                             | ماغدالينا ريباريكوفا 6–2، 6–3                                 | جانغ سو جونج                             | جيسيكا مور زارينا دياز                     | لورا روبسون فاراتشايا وونجتينتشاي كاتي بولتر كسينيا ليكينا                  |
| 8 مايو  | كأس فوكوكا للسيدات الدولية فوكوكا، اليابان Carpet $60٬000 فردي – زوجي                                             | جونري ناميجاتا كوتومي تاكاهاتا 6–0، 6–7(3–7)، [10–7]          | إيرينا هايشي روبو كاجيتاني               | جيسيكا مور زارينا دياز                     | لورا روبسون فاراتشايا وونجتينتشاي كاتي بولتر كسينيا ليكينا                  |
| 8 مايو  | يوشى، الصين ملعب صلب $25٬000 قرعة المباريات الفردية والزوجية                                                      | جاو شينيو 6–1، 6–4                                            | شون فانغيينغ                             | قوه هانيو كانغ جياكي                       | جيانغ شينيو يو إكسياودي آنا فيسيلينوفيتش لو جياشي                           |
| 8 مايو  | يوشى، الصين ملعب صلب $25٬000 قرعة المباريات الفردية والزوجية                                                      | جيانغ شينيو تانغ تشينهوي 6–2، 7–5                             | غاي آو كانغ جياكي                        | قوه هانيو كانغ جياكي                       | جيانغ شينيو يو إكسياودي آنا فيسيلينوفيتش لو جياشي                           |
| 8 مايو  | دوناكسي، هنغاريا ملعب ترابي $25،000 قرعة المباريات الفردية والزوجية نسخة محفوظة 2017-06-07 على موقع واي باك مشين. | مارتا كوستيوك 6–4، 6–3                                        | برناردا بيرا                             | ألكسندرا كادانتو أناستاسيا زاريتشكا        | ايبك سويلو زوي هايفز ساندرا جامريتشوفا فيكتوريا كوزموفا                     |
| 8 مايو  | دوناكسي، هنغاريا ملعب ترابي $25،000 قرعة المباريات الفردية والزوجية نسخة محفوظة 2017-06-07 على موقع واي باك مشين. | إيرينا ماريا بارا ميهايلا بوزارنيسكو 1–6، 6–1، [10–3]         | دايانا نيغريانو أوانا جورجيتا سيميوني    | ألكسندرا كادانتو أناستاسيا زاريتشكا        | ايبك سويلو زوي هايفز ساندرا جامريتشوفا فيكتوريا كوزموفا                     |
| 8 مايو  | روما، إيطاليا ملعب ترابي $25،000 قرعة المباريات الفردية والزوجية                                                  | جوليا غراهبر 7–5، 6–0                                         | تيريزا مردجا                             | كاميلا سكالا لينا جورشييسكا                | مايو هيبي ميو كاتو بريسيلا هون دانييلا سيغيل                                |
| 8 مايو  | روما، إيطاليا ملعب ترابي $25،000 قرعة المباريات الفردية والزوجية                                                  | إري هوزمي ميو كاتو 6–1، 6–4                                   | إيكاترين جورجودزي ميلاني ستوك            | كاميلا سكالا لينا جورشييسكا                | مايو هيبي ميو كاتو بريسيلا هون دانييلا سيغيل                                |
| 8 مايو  | تشانغوون، كوريا الجنوبية ملعب صلب 25٬000 دولار قرعة المباريات الفردية والزوجية                                    | غابرييلا تايلور 6–2، 6–2                                      | دانييل لاو                               | هان نا-لاي كيم نا-ري                       | فريا كريستي مارتينا كاريغارو جونغ سو-نام لوكسيكا كومخوم                     |
| 8 مايو  | تشانغوون، كوريا الجنوبية ملعب صلب 25٬000 دولار قرعة المباريات الفردية والزوجية                                    | هونج سيونغ يون كانغ سيو-كيونغ 6–4، 6–3                        | تشوي جي-هي كيم نا-ري                     | هان نا-لاي كيم نا-ري                       | فريا كريستي مارتينا كاريغارو جونغ سو-نام لوكسيكا كومخوم                     |
| 8 مايو  | بطولة كونشيتا مارتينيز منتشون، إسبانيا ملعب صلب 25٬000 دولار قرعة المباريات الفردية والزوجية                      | جورجينا غارسيا بيريز 6–1، 6–3                                 | ماري بوزكوفا                             | إيفون كافاليه رييميرس ديانا رادانوفيتش     | ألكساندرينا نايدينوفا ماريا تيريزا تورو فلور يساليني بونافنتور أندريا غاميز |
| 8 مايو  | بطولة كونشيتا مارتينيز منتشون، إسبانيا ملعب صلب 25٬000 دولار قرعة المباريات الفردية والزوجية                      | أندريا غاميز جورجينا غارسيا بيريز 6–3، 6–4                    | صوفيا شاباتافا فاليريا ستراخوفا          | إيفون كافاليه رييميرس ديانا رادانوفيتش     | ألكساندرينا نايدينوفا ماريا تيريزا تورو فلور يساليني بونافنتور أندريا غاميز |
| 8 مايو  | هوا هين، تايلاند ملعب صلب $25،000 قرعة المباريات الفردية والزوجية                                                 | بينجتارن بليبويتش 6–4، 6–2                                    | جاكلين كاكو                              | هارييت دارت كارمن كاور تاندي               | ميكايلا هيت نيشا ليرتبيتاكسينتشاي جوليانا أولموس شانيل سيموندز              |
| 8 مايو  | هوا هين، تايلاند ملعب صلب $25،000 قرعة المباريات الفردية والزوجية                                                 | أنكيتا راينا إميلي ويبلي سميث 6–2، 6–0                        | نودنيدا لوانجنام زانج يوكون              | هارييت دارت كارمن كاور تاندي               | ميكايلا هيت نيشا ليرتبيتاكسينتشاي جوليانا أولموس شانيل سيموندز              |
| 8 مايو  | نيبلز، الولايات المتحدة ملعب ترابي $25،000 قرعة المباريات الفردية والزوجية                                        | كلير ليو 6–3، 6–1                                             | دانيال كولينز                            | إليزابيث هالباور كايلا داي                 | تايلور تاونسند كارول تشاو أوسوي مايتان أركونادا إليزافيتا يانتشوك           |
| 8 مايو  | نيبلز، الولايات المتحدة ملعب ترابي $25،000 قرعة المباريات الفردية والزوجية                                        | إيمينا بيكتياس ساناز ماراند 7–6(7–1)، 6–1                     | دانيال كولينز تايلور تاونسند             | إليزابيث هالباور كايلا داي                 | تايلور تاونسند كارول تشاو أوسوي مايتان أركونادا إليزافيتا يانتشوك           |
| 8 مايو  | الحمامات، تونس ملعب ترابي $15،000 قرعة المباريات الفردية والزوجية                                                 | يلينا سيميتش 7–6(7–1)، 2–6، 6–4                               | ديبورا كيرفس                             | ميريام بيوركلاند ناتاليجا كوستيتش          | فرانشيسكا سيلا تيانا سباسوييفيتش كارين كينيل شيراز بشري                     |
| 8 مايو  | الحمامات، تونس ملعب ترابي $15،000 قرعة المباريات الفردية والزوجية                                                 | نايكثا بينز كيارا جريم 4–6، 6–3، [10–4]                       | ناتاليجا كوستيتش يلينا سيميتش            | ميريام بيوركلاند ناتاليجا كوستيتش          | فرانشيسكا سيلا تيانا سباسوييفيتش كارين كينيل شيراز بشري                     |
| 8 مايو  | أنطاليا، تركيا ملعب ترابي $15،000 قرعة المباريات الفردية والزوجية                                                 | رالوكا جورجيانا سيربان 7–5، 6–2                               | داشا إيفانوفا                            | ميلاني سولانج كريفوي فلادا إكشيباروفا      | كسينيا ألكان جوليا ستاماتوفا باربرا غاتيكا تايسيا موردرجر                   |
| 8 مايو  | أنطاليا، تركيا ملعب ترابي $15،000 قرعة المباريات الفردية والزوجية                                                 | مارينا تشيرنيشوفا كاتيرينا سليوسار 6–2، 7–6(7–0)              | تايسيا موردرجر يانا موردرجر ``` arabic   | ميلاني سولانج كريفوي فلادا إكشيباروفا      | كسينيا ألكان جوليا ستاماتوفا باربرا غاتيكا تايسيا موردرجر                   |
| 15 مايو | إمباير سلوفاك أوپن ترنافا، سلوفاكيا ملعب ترابي $100،000 فردي – زوجي                                               | ماركيتا فوندروسوفا 7–5، 7–6(7–3)                              | فيرونيكا سبيد رويج                       | إيكاترينا ألكسندروفا أناستازيا بوتابوفا    | يانينا ويكماير هيذر واتسون كرامي نارا كاترينا كوزلوفا                       |
| 15 مايو | إمباير سلوفاك أوپن ترنافا، سلوفاكيا ملعب ترابي $100،000 فردي – زوجي                                               | نايومي برودي هيذر واتسون 6–3، 6–2                             | شوانغ شيا جونغ ريناتا فوراكوفا           | إيكاترينا ألكسندروفا أناستازيا بوتابوفا    | يانينا ويكماير هيذر واتسون كرامي نارا كاترينا كوزلوفا                       |
| 15 مايو | إينجي أوپن سانت جودانس أوكسيتاني Saint-Gaudens، فرنسا ملعب ترابي $60،000 فردي – زوجي                              | ريتشل هوجينكامب 6–2، 6–4                                      | كريستي آهن                               | فالنتيني جراماتيكوبولو ديستاني أيافا       | إيرينا خروماتشيفا سيلفيا سولير إسبينوزا أرينا سابالينكا هيش سو وي           |
| 15 مايو | إينجي أوپن سانت جودانس أوكسيتاني Saint-Gaudens، فرنسا ملعب ترابي $60،000 فردي – زوجي                              | تشانغ كاي تشن هان زينيون 7–5، 6–1                             | مونتسيرات غونزاليس سيلفيا سولير إسبينوزا | فالنتيني جراماتيكوبولو ديستاني أيافا       | إيرينا خروماتشيفا سيلفيا سولير إسبينوزا أرينا سابالينكا هيش سو وي           |
| 15 مايو | كورومي يو إس إي كاپ كورومي، اليابان سجاد $60،000 فردي – زوجي                                                      | لورا روبسون 6–3، 6–4                                          | كاتي بولتر                               | أيانو شيميزو إيرينا هاياشي                 | كسينيا ليكينا جونري ناميجاتا ميهارو إيمايشي ريكو ساوياناغي                  |
| 15 مايو | كورومي يو إس إي كاپ كورومي، اليابان سجاد $60،000 فردي – زوجي                                                      | كاتي دان تامي باترسون 6–7(3–7)، 6–2، [10–4]                   | إيرينا هاياشي روبو كاجيتاني              | أيانو شيميزو إيرينا هاياشي                 | كسينيا ليكينا جونري ناميجاتا ميهارو إيمايشي ريكو ساوياناغي                  |
| 15 مايو | تشوجينغ، الصين ملعب صلب $25،000 قرعة المباريات الفردية والزوجية                                                   | جاو شينيو 6–1، 3–6، 6–3                                       | جوليا جاتو مونتيكوني                     | وانغ مييلينغ شو تشينغ ون                   | يي كيويو فينغ شوا جيانغ شينيو مياوبي إينو                                   |
| 15 مايو | تشوجينغ، الصين ملعب صلب $25،000 قرعة المباريات الفردية والزوجية                                                   | جيانغ شينيو تانغ كيان هوي 6–4، 6–3                            | فينغ شوا تشاو شياوشي                     | وانغ مييلينغ شو تشينغ ون                   | يي كيويو فينغ شوا جيانغ شينيو مياوبي إينو                                   |
| 15 مايو | إنتشون، كوريا الجنوبية ملعب صلب $25،000 قرعة المباريات الفردية والزوجية                                           | هان نا-لي 7–6(7–2)، 7–5                                       | لوكسيكا كومخوم                           | لي يا-هسوان جيونج سو-نام                   | كيم نا-ري دانييل لاو لي بي-تشي جوليانا أولموس                               |
| 15 مايو | إنتشون، كوريا الجنوبية ملعب صلب $25،000 قرعة المباريات الفردية والزوجية                                           | ديسراي كراوتزيك جوليانا أولموس 6–3، 2–6، [10–8]               | تشوي جي-هي كيم نا-ري                     | لي يا-هسوان جيونج سو-نام                   | كيم نا-ري دانييل لاو لي بي-تشي جوليانا أولموس                               |
| 15 مايو | لا بيسبال ديل أمبوردان، إسبانيا ملعب ترابي $25٬000 قرعة المباريات الفردية والزوجية                                | جورجينا غارسيا بيريز 6–2، 0–6، 6–4                            | إستريلا كابيزا كانديلا                   | فيرونيكا كوديرميتوفا ريناتة زارازوا        | جيل تيخمان ايرين بورييو إسكوريهويلا أولغا سايث لارا بولا بادوسا جيبيرت      |
| 15 مايو | لا بيسبال ديل أمبوردان، إسبانيا ملعب ترابي $25٬000 قرعة المباريات الفردية والزوجية                                | أوليسيا بيرفوشينا فاليريا ستراكوفا 7–5، 6–2                   | جاكلين كريستيان ريناتة زارازوا           | فيرونيكا كوديرميتوفا ريناتة زارازوا        | جيل تيخمان ايرين بورييو إسكوريهويلا أولغا سايث لارا بولا بادوسا جيبيرت      |
| 15 مايو | باشتاد، السويد ملعب ترابي $25٬000 قرعة المباريات الفردية والزوجية                                                 | إيرينا ماريا بارا 7–6(8–6)، 4–6، 6–2                          | كاثينكا فون ديكمان                       | أليس ماتيوكسي ماجدالينا فريتش              | كورنيليا ليستر ميهايلا بوزارنيسكو جورجيا بريشيا فالنتينا إيفاخنينكو         |
| 15 مايو | باشتاد، السويد ملعب ترابي $25٬000 قرعة المباريات الفردية والزوجية                                                 | أن صوفي ميستاتش كيمبرلي زيمرمان 4–6، 6–2، [10–5]              | كرمن إيلونا كورنيليا ليستر               | أليس ماتيوكسي ماجدالينا فريتش              | كورنيليا ليستر ميهايلا بوزارنيسكو جورجيا بريشيا فالنتينا إيفاخنينكو         |
| 15 مايو | نابولي، الولايات المتحدة ملعب ترابي $25،000 قرعة المباريات الفردية والزوجية                                       | صوفيا زهوك 6–4، 7–6(7–3)                                      | تايلور تاونسند                           | أوسوي مايتان أركونادا ميشيل لارشر دي بريتو | صوفي تشانغ لورين ألبانيز كاثرين سيبوف ألريكك إيكري                          |
| 15 مايو | نابولي، الولايات المتحدة ملعب ترابي $25،000 قرعة المباريات الفردية والزوجية                                       | إيمينا بيكتاس أليكسا غواراشي 6–3، 6–1                         | صوفي تشانغ ألريكك إيكري                  | أوسوي مايتان أركونادا ميشيل لارشر دي بريتو | صوفي تشانغ لورين ألبانيز كاثرين سيبوف ألريكك إيكري                          |
| 15 مايو | Oeiras، البرتغال ملعب ترابي $15،000 قرعة المباريات الفردية والزوجية                                               | بانا أودفاردي 6–7(5–7)، 7–5، 6–4                              | غايا سانيسي                              | رومي كولتسر كاثارينا هيرينج                | ألبا كارييو مارين لوسيا كيتيريو روسا فيكينس ماس إينيس مورتا                 |
| 15 مايو | Oeiras، البرتغال ملعب ترابي $15،000 قرعة المباريات الفردية والزوجية                                               | جايا سانيسي مارتينا سبيجاريللي 6–0، 6–2                       | سارة بيث غري أوليفيا نيكولز              | رومي كولتسر كاثارينا هيرينج                | ألبا كارييو مارين لوسيا كيتيريو روسا فيكينس ماس إينيس مورتا                 |
| 15 مايو | الحمامات، تونس ملعب ترابي $15،000 قرعة المباريات الفردية والزوجية                                                 | ناتاليا كوستيك 6–2، 6–1                                       | نيكا كوخارتشوك                           | ليسا بونومار لوكريتسيا ستيفانيني           | فرانشيسكا جونز فانسيان ريمى فارفارا غراتشيفا سوزان بانديتشي                 |
| 15 مايو | الحمامات، تونس ملعب ترابي $15،000 قرعة المباريات الفردية والزوجية                                                 | ناتاليا كوستيك يلينا سيميتش 6–4، 6–4                          | ليسا بونومار دليلة سبيتييري              | ليسا بونومار لوكريتسيا ستيفانيني           | فرانشيسكا جونز فانسيان ريمى فارفارا غراتشيفا سوزان بانديتشي                 |
| 15 مايو | أنطاليا، تركيا ملعب ترابي $15،000 قرعة المباريات الفردية والزوجية                                                 | فارفارا فلينك 6–4، 7–6(7–5)                                   | ماريا لورديس كاري                        | ديسبينا باباميتشايل فلادا إكشيباروفا       | مارينا تشيرنيشوفا إيبيك أوز نويل يزابالوس إميلي فرانساتي                    |
| 15 مايو | أنطاليا، تركيا ملعب ترابي $15،000 قرعة المباريات الفردية والزوجية                                                 | إميلي فرانساتي داشا إيفانوفا 6–2، 6–4                         | ماريانا درازيتش أرينا فولتس              | ديسبينا باباميتشايل فلادا إكشيباروفا       | مارينا تشيرنيشوفا إيبيك أوز نويل يزابالوس إميلي فرانساتي                    |
| 22 مايو | بطولات جينآن المفتوحة لوان، الصين ملعب صلب $60،000 فردي – زوجي                                                    | تشو لين 6–3، 3–6، 6–4                                         | أنكيتا راينا                             | دانييل لاو صوفيا شاباتافا                  | جوفانا جاكسيك غوو هانيو ليو فانجزو ليو تشانغ                                |
| 22 مايو | بطولات جينآن المفتوحة لوان، الصين ملعب صلب $60،000 فردي – زوجي                                                    | جيانغ شينيو تانغ تشيانهوى 7–5، 6–4                            | مانا أيوكاوا إريكا سما                   | دانييل لاو صوفيا شاباتافا                  | جوفانا جاكسيك غوو هانيو ليو فانجزو ليو تشانغ                                |
| 22 مايو | كزرتة، إيطاليا ملعب ترابي $25،000 قرعة المباريات الفردية والزوجية                                                 | كلير ليو 6–3، 6–3                                             | باولا بادوسا جيبيرت                      | كاميلا روساتيلو جيسيكا بييري               | أن صوفي ميستاتش كاتارينا زافاتسكا لورا شيدر أندريا ميتو                     |
| 22 مايو | كزرتة، إيطاليا ملعب ترابي $25،000 قرعة المباريات الفردية والزوجية                                                 | ديبورا كييزا مارتينا كولميجنا 7–6(7–5)، 6–4                   | ديانا مارسنكفيتشا كاميلا روساتيلو        | كاميلا روساتيلو جيسيكا بييري               | أن صوفي ميستاتش كاتارينا زافاتسكا لورا شيدر أندريا ميتو                     |
| 22 مايو | كارويزاوا، اليابان أرضية قماش $25،000 قرعة المباريات الفردية والزوجية                                             | أيانو شيميزو 0–6، 6–4، 6–4                                    | جونري ناميجاتا                           | تامي باترسون موموكو كوبوري                 | ريكا فوجيوارا كاناكو موريساكي إلين ألجروين ريسا أوشيجيما                    |
| 22 مايو | كارويزاوا، اليابان أرضية قماش $25،000 قرعة المباريات الفردية والزوجية                                             | تشيسا هوسونما كاناكو موريساكي 7–5، 6–3                        | آياكا أوكونو تامي باترسون                | تامي باترسون موموكو كوبوري                 | ريكا فوجيوارا كاناكو موريساكي إلين ألجروين ريسا أوشيجيما                    |
| 22 مايو | غويانغ، كوريا الجنوبية ملعب صلب $25،000 قرعة المباريات الفردية والزوجية                                           | بينجتارن بليبويتش 7–6(9–7)، 6–0                               | ماري أوساكا                              | هاروكا كاجي هانا تشانغ                     | ماسة يوڤانوفيتش لييا هسوان تشانغ لينغ جوليانا أولموس                        |
| 22 مايو | غويانغ، كوريا الجنوبية ملعب صلب $25،000 قرعة المباريات الفردية والزوجية                                           | نيشا ليرتبيتاكسينتشاي بينجتارن بليبويتش 7–5، 6–4              | جينيفيف لوربيرجز أوليفيا تجاندراموليا    | هاروكا كاجي هانا تشانغ                     | ماسة يوڤانوفيتش لييا هسوان تشانغ لينغ جوليانا أولموس                        |
| 22 مايو | بنابيديز، الأرجنتين ملعب صلب $15،000 قرعة المباريات الفردية والزوجية                                              | كاتالينا بيلا 4–6، 1–6                                        | ستيفاني مارييل بيتي                      | آنا صوفيا سانشيز كارين بيير لويس           | نعومي توتكا مارتينا كابورو تابرادو جولييتا لارا إستابل شيلبي تالكت          |
| 22 مايو | بنابيديز، الأرجنتين ملعب صلب $15،000 قرعة المباريات الفردية والزوجية                                              | باربارا غاتيكا ستيفاني مارييل بيتي 2–6، 6–7(1–7)              | ماديسون بورغيغيوني نعومي توتكا           | آنا صوفيا سانشيز كارين بيير لويس           | نعومي توتكا مارتينا كابورو تابرادو جولييتا لارا إستابل شيلبي تالكت          |
| 22 مايو | سانترين، البرتغال ملعب صلب $15،000 قرعة المباريات الفردية والزوجية                                                | كريستينا بوكشا 4–6، 4–6                                       | فاليريا سافينيخ                          | ماريا خوسيه لوكي مورينو كارولين فيرنر      | فاليريا ستراخوفا فاليريا زليفا مونيكا كيلناروفا ألبا كارييو مارين           |
| 22 مايو | سانترين، البرتغال ملعب صلب $15،000 قرعة المباريات الفردية والزوجية                                                | فاليريا سافينيخ فاليريا ستراخوفا 3–6، 2–6                     | كريستينا بوكشا كسينيا كوزنيتسوفا         | ماريا خوسيه لوكي مورينو كارولين فيرنر      | فاليريا ستراخوفا فاليريا زليفا مونيكا كيلناروفا ألبا كارييو مارين           |
| 22 مايو | الحمامات، تونس ملعب ترابي $15،000 قرعة المباريات الفردية والزوجية                                                 | نايكثا بينز 6–4، 6–2                                          | ناتاليا كوستيتيش                         | ناتالي كوراتا فيديريكا أرتشيدياكونو        | ماري تيمين دليلا سبيتييري يلينا سيميتش إيوانا ديانا بيترويو                 |
| 22 مايو | الحمامات، تونس ملعب ترابي $15،000 قرعة المباريات الفردية والزوجية                                                 | نايكثا بينز تيريزا ميهاليكوفا 4–6، 6–1، [10–5]                | فرانشيسكا بولاني فيرونيكا نابوليتانو     | ناتالي كوراتا فيديريكا أرتشيدياكونو        | ماري تيمين دليلا سبيتييري يلينا سيميتش إيوانا ديانا بيترويو                 |
| 22 مايو | أنطاليا، تركيا ملعب ترابي $15،000 قرعة المباريات الفردية والزوجية                                                 | ليزا ماتفيينكو 6–3، 1–6، 7–5                                  | جورجيا أندريا كراتشون                    | يوليا ستاماتوفا إميلي فرانكاتي             | بيا كونينغ بريندا نجوكي مارينا تشيرنيشوفا ديانا نيجرينو                     |
| 22 مايو | أنطاليا، تركيا ملعب ترابي $15،000 قرعة المباريات الفردية والزوجية                                                 | جورجيا أندريا كراتشون إيلونا جورجيانا غيورواي 6–2، 6–4        | ماريانا درازيتش إميلي فرانكاتي           | يوليا ستاماتوفا إميلي فرانكاتي             | بيا كونينغ بريندا نجوكي مارينا تشيرنيشوفا ديانا نيجرينو                     |
| 29 مايو | كلية ووهان سيتي المهنية كأس ووهان، الصين ملعب صلب 25٬000 دولار قرعة المباريات الفردية والزوجية                    | جوفانا يانكيتش 6–0، 3–6، 6–2                                  | ليو فانجزو                               | لو جينغجينغ صوفيا شاباتافا                 | ماي مينوكوشي لو جياجينغ إريكا سما شون فانجينغ                               |
| 29 مايو | كلية ووهان سيتي المهنية كأس ووهان، الصين ملعب صلب 25٬000 دولار قرعة المباريات الفردية والزوجية                    | أليسون باي لو جياجينغ 6–2، 7–6(7–3)                           | جيانغ شينيو تانغ تشيانهوى                | لو جينغجينغ صوفيا شاباتافا                 | ماي مينوكوشي لو جياجينغ إريكا سما شون فانجينغ                               |
| 29 مايو | غاردو، إيطاليا ملعب ترابي 25٬000 دولار قرعة المباريات الفردية والزوجية                                            | آنا كارولينا شميدلوفا 2–6، 6–2، 6–4                           | مارتينا تريفيسان                         | تيريزا مردجا جوليا غلوشكو                  | ستيفانيا روبيني كوني بيرين دانييلا سيغيل جنيفر إيلي                         |
| 29 مايو | غاردو، إيطاليا ملعب ترابي 25٬000 دولار قرعة المباريات الفردية والزوجية                                            | جوليا غلوشكو بريسيلا هون 7–5، 6–2                             | تيريزا مردجا كوني بيرين                  | تيريزا مردجا جوليا غلوشكو                  | ستيفانيا روبيني كوني بيرين دانييلا سيغيل جنيفر إيلي                         |
| 29 مايو | أنديجان، أوزبكستان ملعب صلب 25٬000 دولار قرعة المباريات الفردية والزوجية                                          | كسينيا ليكينا 6–4، 3–6، 6–4                                   | أناستازيا فرولوفا                        | أكجول أمانمورادوف أناستاسيا جاسانوفا       | ماريام بولكفادزي أولغا دوروشينا كاميلا كيريمبايفا أولغا يانشوك              |
| 29 مايو | أنديجان، أوزبكستان ملعب صلب 25٬000 دولار قرعة المباريات الفردية والزوجية                                          | أولغا دوروشينا بولينا مونوفا 6–2، 6–0                         | أكجول أمانمورادوف فاليريا ستراخوفا       | أكجول أمانمورادوف أناستاسيا جاسانوفا       | ماريام بولكفادزي أولغا دوروشينا كاميلا كيريمبايفا أولغا يانشوك              |
| 29 مايو | فيلا ديل ديك، الأرجنتين ملعب ترابي $15،000 قرعة المباريات الفردية والزوجية                                        | كوين جليسون 6–7(2–7)، 6–3، 6–2                                | فيكتوريا بوثيو                           | شيلبي تالكوت ستيفاني مارييل بيتي           | ستيفاني نيمتسوفا آنا صوفيا سانشيز مارتينا كابوررو تابوردا غيليرمينا نايا    |
| 29 مايو | فيلا ديل ديك، الأرجنتين ملعب ترابي $15،000 قرعة المباريات الفردية والزوجية                                        | لاريا إسكوريزا ستيفاني نيمتسوفا 6–2، 6–3                      | كوين جليسون مارا شميدت                   | شيلبي تالكوت ستيفاني مارييل بيتي           | ستيفاني نيمتسوفا آنا صوفيا سانشيز مارتينا كابوررو تابوردا غيليرمينا نايا    |
| 29 مايو | مونتيمور نوفو، البرتغال ملعب صلب $15،000 قرعة المباريات الفردية والزوجية                                          | فاليريا سافينيخ 6–2، 6–0                                      | سارة-ريبيكا سيكوليتش                     | كارولاين فيرنر أناستاسيا شوشينا            | أندريا كا مايا لومسدن يوكوكو نوي مونيكا كيلناروفا                           |
| 29 مايو | مونتيمور نوفو، البرتغال ملعب صلب $15،000 قرعة المباريات الفردية والزوجية                                          | مونيكا كيلناروفا فاليريا زيليفا 3–6، 7–5، [10–2]              | فرانسيسكا خورخي مارتا أوليفيرا           | كارولاين فيرنر أناستاسيا شوشينا            | أندريا كا مايا لومسدن يوكوكو نوي مونيكا كيلناروفا                           |
| 29 مايو | نيش، صربيا ملعب ترابي $15،000 قرعة المباريات الفردية والزوجية                                                     | ساندرا جامريتشوفا 6–1، 3–0، معتزلة                            | ميلانا سبريمو                            | سيمونا هاينوفا ديسبينا باباميتشايل         | كريستينا شميدلوفا ألونا فومينا بيانكا بيكفي كريستينا أوستوييتش              |
| 29 مايو | نيش، صربيا ملعب ترابي $15،000 قرعة المباريات الفردية والزوجية                                                     | ألونا فومينا داريا كروزكوفا 6–0، 7–5                          | ريا بهاتيا أنجليك سفينوس                 | سيمونا هاينوفا ديسبينا باباميتشايل         | كريستينا شميدلوفا ألونا فومينا بيانكا بيكفي كريستينا أوستوييتش              |
| 29 مايو | سانغجو، كوريا الجنوبية ملعب صلب $15،000 قرعة المباريات الفردية والزوجية                                           | جونغ سو نام 6–2، 6–3                                          | تشوي جي هي                               | لي سو را هانا تشانغ                        | كارين كينيل أوليفيا تجاندراموليا كيم سين هي آن يو جين                       |
| 29 مايو | سانغجو، كوريا الجنوبية ملعب صلب $15،000 قرعة المباريات الفردية والزوجية                                           | تشوي جي هي كانغ سو كيونغ 7–6(7–3)، 6–3                        | كيم دا بين لي سو را                      | لي سو را هانا تشانغ                        | كارين كينيل أوليفيا تجاندراموليا كيم سين هي آن يو جين                       |
| 29 مايو | الحمامات، تونس ملعب ترابي $15،000 قرعة المباريات الفردية والزوجية                                                 | لوكريتسيا ستيفانيني 7–6(7–5)، 6–2                             | إليني كورديلايمي                         | غيورغيا ماركيتي مارغو بوفي                 | فرانشيسكا بولاني ناتالي كوراتا فالنتينا أبريلي كايزا رينالدو بيرسون         |
| 29 مايو | الحمامات، تونس ملعب ترابي $15،000 قرعة المباريات الفردية والزوجية                                                 | باربارا كوتيليسوفا كايزا رينالدو بيرسون 7–6(7–5)، 4–6، [10–7] | فيكتوريا مونتيان جوليا فاخاتشيك          | غيورغيا ماركيتي مارغو بوفي                 | فرانشيسكا بولاني ناتالي كوراتا فالنتينا أبريلي كايزا رينالدو بيرسون         |
| 29 مايو | أنطاليا، تركيا ملعب ترابي $15،000 قرعة المباريات الفردية والزوجية                                                 | ايميليانا ارانجو 6–2، 3–6                                     | فلادا إكشيباروفا                         | جورجيا أندريا كراسيون كارولين كورز         | ليزا-ماري ماتشكه يوليا كوليكوفا بيا كوينينغ ميلاني سولانج كريوج             |
| 29 مايو | أنطاليا، تركيا ملعب ترابي $15،000 قرعة المباريات الفردية والزوجية                                                 | جورجيا أندريا كراسيون إيلونا جورجيانا غيورويي انسحاب          | إينا كاجيفيتش نويليا زيبالوس             | جورجيا أندريا كراسيون كارولين كورز         | ليزا-ماري ماتشكه يوليا كوليكوفا بيا كوينينغ ميلاني سولانج كريوج             |

### يونيو
| الأسبوع  | البطولة | الفائزات                                                | الوصيفات                                  | المتأهلات لنصف النهائي                   | المتأهلات لربع النهائي                                                       |
| -------- | --- | ------------------------------------------------------- | ----------------------------------------- | ---------------------------------------- | ---------------------------------------------------------------------------- |
| 5 يونيو  | اوبن فيمنين دي مارسيليا مارسيليا، فرنسا ملعب ترابي $100،000 Singles – Doubles                                             | جاسمين باوليني 6–4، 2–6، 6–1                            | تاتيانا ماريا                             | كايلا داي دلما جالفي                     | سيلفيا سولير إسبينوزا Priscilla Heise أنهيلينا كالينينا Denisa Allertová     |
| 5 يونيو  | اوبن فيمنين دي مارسيليا مارسيليا، فرنسا ملعب ترابي $100،000 Singles – Doubles                                             | ناتيلا دزالاميدزه فيرونيكا كوديرميتوفا 7–6(7–5)، 6–4    | دلما جالفي دليلا ياكوبوفيتش               | كايلا داي دلما جالفي                     | سيلفيا سولير إسبينوزا Priscilla Heise أنهيلينا كالينينا Denisa Allertová     |
| 5 يونيو  | كأس إيجون سوربيتون سوربيتون، المملكة المتحدة ملعب عشبي $100،000 Singles – Doubles                                         | ماغدالينا ريباريكوفا 6–4، 7–5                           | هيذر واتسون                               | أوسيان دودان هارييت دارت                 | نايومي برودي يفجينيا رودينا كارولينا موتشوفا كاتي دان                        |
| 5 يونيو  | كأس إيجون سوربيتون سوربيتون، المملكة المتحدة ملعب عشبي $100،000 Singles – Doubles                                         | مونيك أدامكزاك Storm Sanders 7–5، 6–4                   | تشانغ كاي تشن مارينا إراكوفيتش            | أوسيان دودان هارييت دارت                 | نايومي برودي يفجينيا رودينا كارولينا موتشوفا كاتي دان                        |
| 5 يونيو  | إنترنازيونالي فيمينيل دي بريشا بريشا، إيطاليا ملعب ترابي $60،000 Singles – Doubles                                        | بولونا هيركوج 6–2، 7–5                                  | غانا بوزنيخيرينكو                         | أندريا غاميز ستيفانيا روبيني             | مارتينا كاريغارو كريستيانا فيراندو دانييلا سيغيل كاتالينا بيلا               |
| 5 يونيو  | إنترنازيونالي فيمينيل دي بريشا بريشا، إيطاليا ملعب ترابي $60،000 Singles – Doubles                                        | جوليا غلوشكو بريسيلا هون 2–6، 7–6(7–4)، [10–8]          | مونتسيرات غونزاليس كرمن إيلونا            | أندريا غاميز ستيفانيا روبيني             | مارتينا كاريغارو كريستيانا فيراندو دانييلا سيغيل كاتالينا بيلا               |
| 5 يونيو  | ستاري سبلأفي، جمهورية التشيك ملعب ترابي $25،000 قرعة المباريات الفردية والزوجية                                           | آنا كارولينا شميدلوفا 6–4، 7–5                          | فيرا لابكو                                | فيكتوريا كوزموفا شانتال شكاملوفا         | تايسييا مورديرغر أنستاسيا زاريتسكا لورا-إيوانا أندري لينكا جريكوفا           |
| 5 يونيو  | ستاري سبلأفي، جمهورية التشيك ملعب ترابي $25،000 قرعة المباريات الفردية والزوجية                                           | لورا-إيوانا أندري أنستاسيا زاريتسكا 6–3، 6–4            | تايسييا مورديرغر يانا مورديرغر            | فيكتوريا كوزموفا شانتال شكاملوفا         | تايسييا مورديرغر أنستاسيا زاريتسكا لورا-إيوانا أندري لينكا جريكوفا           |
| 5 يونيو  | بريديني ليادي اوبن إسن (ألمانيا)، ألمانيا ملعب ترابي $25،000 قرعة المباريات الفردية والزوجية                              | كايا كانيبي 6–3، 6–7(5–7)، 2–0، تقاعدت                  | باتي شنايدر                               | رومي كولزر كاتارينا كيرلاخ               | كاثينكا فون ديكمان كيمبرلي زيميرمان مارينا ميلنيكوفا ريبيكا بيترسون          |
| 5 يونيو  | بريديني ليادي اوبن إسن (ألمانيا)، ألمانيا ملعب ترابي $25،000 قرعة المباريات الفردية والزوجية                              | كارولين دانيلز ليدزيا ماروزافا 6–1، 6–4                 | أنيتا هوساريتش كيمبرلي زيميرمان           | رومي كولزر كاتارينا كيرلاخ               | كاثينكا فون ديكمان كيمبرلي زيميرمان مارينا ميلنيكوفا ريبيكا بيترسون          |
| 5 يونيو  | طوكيو، اليابان ملعب صلب $25،000 قرعة المباريات الفردية والزوجية                                                           | تامي باترسون 6–3، 6–2                                   | بينجتارن بليبويتش                         | ماكوتو نينوميا إريكا سما                 | أيانو شيميزو ماي مينوكوشي شاكو أوياما ميهارو إيمانشي                         |
| 5 يونيو  | طوكيو، اليابان ملعب صلب $25،000 قرعة المباريات الفردية والزوجية                                                           | ريكا فوجيوارا كيوكا أوكامورا 6–2، 6–0                   | موموكو كوبوري كوتومي تاكاهاتا             | ماكوتو نينوميا إريكا سما                 | أيانو شيميزو ماي مينوكوشي شاكو أوياما ميهارو إيمانشي                         |
| 5 يونيو  | فيغيرا دا فوز، البرتغال ملعب صلب $25،000+H قرعة المباريات الفردية والزوجية                                                | ماريا تيريزا تورو فلور 6–4، 6–2                         | سارة-ريبيكا سيكوليتش                      | Victoria Rodríguez بولا بادوسا جيبرت     | كليمانس فيول بريت جيوكنز يوڤانا ياكشيتش إستريلا كابيزا كانديلا               |
| 5 يونيو  | فيغيرا دا فوز، البرتغال ملعب صلب $25،000+H قرعة المباريات الفردية والزوجية                                                | إيلا أكسو رالوكيا جيورجيانا سيربان 6-4، 6-1             | ماريا فيرنندا هيرازو Victoria Rodríguez   | Victoria Rodríguez بولا بادوسا جيبرت     | كليمانس فيول بريت جيوكنز يوڤانا ياكشيتش إستريلا كابيزا كانديلا               |
| 5 يونيو  | بيثاني بيتش، الولايات المتحدة ملعب ترابي $25،000 قرعة المباريات الفردية والزوجية                                          | دانيال كولينز 6–1، 6–0                                  | لورين إمبري                               | ألكسندرا مولر آشلي كراتزير               | صوفي تشانغ أبيجيل تيري-أبيساه ماريا ماتيس رافينا كينجسلي                     |
| 5 يونيو  | بيثاني بيتش، الولايات المتحدة ملعب ترابي $25،000 قرعة المباريات الفردية والزوجية                                          | سابرينا سانتاماريا أبيجيل تيري-أبيساه 6–4، 6–0          | صوفي تشانغ ألكسندرا مولر                  | ألكسندرا مولر آشلي كراتزير               | صوفي تشانغ أبيجيل تيري-أبيساه ماريا ماتيس رافينا كينجسلي                     |
| 5 يونيو  | نمنكان، أوزبكستان ملعب صلب $25،000 قرعة المباريات الفردية والزوجية                                                        | بولينا مونوفا 1–6، 6–1، 6–2                             | غوزال أينيجتينوفا                         | آنا مورجينا كارمان كاور ثاندي            | أناستازيا فرولوفا كسينيا ليكينا نيجينا أبدوريموفا إستيل كاسينو               |
| 5 يونيو  | نمنكان، أوزبكستان ملعب صلب $25،000 قرعة المباريات الفردية والزوجية                                                        | أولغا دوروشينا بولينا مونوفا 6–2، 7–6(10–8)             | نيجينا أبدوريموفا كسينيا ليكينا           | آنا مورجينا كارمان كاور ثاندي            | أناستازيا فرولوفا كسينيا ليكينا نيجينا أبدوريموفا إستيل كاسينو               |
| 5 يونيو  | مينسك، بيلاروس ملعب ترابي $15،000 قرعة المباريات الفردية والزوجية                                                         | داريا كريمزكوفا 7–6(7–3)، 6–3                           | ألبينا خابيبولينا                         | كارين كنيل أناستاسيا ديتيوك              | إلينا نيبلي آنا أوكولوفا داريا لوديكوفا كريستينا سوروكوليت                   |
| 5 يونيو  | مينسك، بيلاروس ملعب ترابي $15،000 قرعة المباريات الفردية والزوجية                                                         | صوفيا دميتريفا شاليمار تالبي 6–2، 7–6(8–6)              | فيكتوريا مون فيرا ساكالوسكايا             | كارين كنيل أناستاسيا ديتيوك              | إلينا نيبلي آنا أوكولوفا داريا لوديكوفا كريستينا سوروكوليت                   |
| 5 يونيو  | بانيا لوكا، البوسنة والهرسك ملعب ترابي $15،000 قرعة المباريات الفردية والزوجية                                            | بيرفو جنكيز 6–4، 3–6، 6–3                               | نينا بوتوشنيك                             | أناستازيا فدوفينكو كريستينا شميجدلوفا    | كاترينا يوكيك ريا بهاتيا إيرينا فيتيكاو بيانكا بيكفي                         |
| 5 يونيو  | بانيا لوكا، البوسنة والهرسك ملعب ترابي $15،000 قرعة المباريات الفردية والزوجية                                            | بيرفو جنكيز آني فانجيلوفا 7–5، 7–6(7–4)                 | ريا بهاتيا تمارا تشروفيتش                 | أناستازيا فدوفينكو كريستينا شميجدلوفا    | كاترينا يوكيك ريا بهاتيا إيرينا فيتيكاو بيانكا بيكفي                         |
| 5 يونيو  | أورنج آباد، الهند ملعب ترابي $15،000 قرعة المباريات الفردية والزوجية                                                      | روتوجا بسالي 6–4، 6–4                                   | ماهاك جاين                                | راميا ناتراجان نيدي تشيلومولا            | شفيتا تشاندرا رانا يوباراني بانيرجي برانجالا يادلابالي تشاو شياوكسي          |
| 5 يونيو  | أورنج آباد، الهند ملعب ترابي $15،000 قرعة المباريات الفردية والزوجية                                                      | برانجالا يادلابالي تشاو شياوكسي 2–6، 6–3، [10–4]        | روتوجا بسالي كانيكا فايديا                | راميا ناتراجان نيدي تشيلومولا            | شفيتا تشاندرا رانا يوباراني بانيرجي برانجالا يادلابالي تشاو شياوكسي          |
| 5 يونيو  | غيمتشون، كوريا الجنوبية ملعب صلب $15،000 قرعة المباريات الفردية والزوجية                                                  | جونغ سو نام 6–3، 3–6، 6–2                               | تشوي جي هي                                | بارك سانغ هي باتشارين شيابشاندج          | لي سو را هانا تشانج سوزي لاركن بريرنا بيامبري                                |
| 5 يونيو  | غيمتشون، كوريا الجنوبية ملعب صلب $15،000 قرعة المباريات الفردية والزوجية                                                  | هان سونغ هي هونغ سيونغ يون 3–6، 6–4، [10–5]             | كيم دا بن لي سو را                        | بارك سانغ هي باتشارين شيابشاندج          | لي سو را هانا تشانج سوزي لاركن بريرنا بيامبري                                |
| 5 يونيو  | مدريد، إسبانيا ملعب ترابي $15،000 قرعة المباريات الفردية والزوجية                                                         | روكيو دي لا توري سانشيز 6–1، 6–1                        | جيوامار مارستاني                          | تيس سوجنوكس روزا فيكيس ماس               | جايا سانسي إيرين بوريلو إسكوريويلا مارينا باسولس رييرا فلادا إكشيباروفا      |
| 5 يونيو  | مدريد، إسبانيا ملعب ترابي $15،000 قرعة المباريات الفردية والزوجية                                                         | ميكايلا بوف جايا سانسي 6–4، 6–3                         | أنجيلا فيتا بولودا كسينيا كوزنتسوفا       | تيس سوجنوكس روزا فيكيس ماس               | جايا سانسي إيرين بوريلو إسكوريويلا مارينا باسولس رييرا فلادا إكشيباروفا      |
| 5 يونيو  | الحمامات، تونس ملعب ترابي $15،000 قرعة المباريات الفردية والزوجية                                                         | سيوني مينديز 6–2، 6–1                                   | فرناندا بريتو                             | أليس راميه إيليني كورديلايمي             | أنستازيا نيفيدوفا فيرينا هوفر ناتالي كوراتا كايسا رينالدو بيرسون             |
| 5 يونيو  | الحمامات، تونس ملعب ترابي $15،000 قرعة المباريات الفردية والزوجية                                                         | شاي شو يينغ وو فانغ زيان 5–7، 6–3، [11–9]               | فرناندا بريتو نوهيليا زيبالوس             | أليس راميه إيليني كورديلايمي             | أنستازيا نيفيدوفا فيرينا هوفر ناتالي كوراتا كايسا رينالدو بيرسون             |
| 12 يونيو | بطولة إيجون مانشستر مانشستر، المملكة المتحدة عشب $100٬000 فردي – زوجي                                                     | زارينا دياز 6–4، 6–4                                    | ألكسندرا كرونتش                           | نايومي برودي أرينا سابالينكا             | تشانغ كاي تشن ماجدالينا فريتش آنا بلينكوفا غابرييلا تايلور                   |
| 12 يونيو | بطولة إيجون مانشستر مانشستر، المملكة المتحدة عشب $100٬000 فردي – زوجي                                                     | ماجدالينا فريتش أن صوفي ميستاتش 6–4، 7–6(7–5)           | تشانغ كاي تشن مارينا إراكوفيتش            | نايومي برودي أرينا سابالينكا             | تشانغ كاي تشن ماجدالينا فريتش آنا بلينكوفا غابرييلا تايلور                   |
| 12 يونيو | XIXO بطولة السيدات هدمزوفازارهلي هدمزوفازارهلي، المجر ملعب ترابي $60٬000 فردي – زوجي                                      | ميهايلا بوزارنيسكو 6–2، 6–1                             | دانكا كوفينتش                             | ألكسندرا بانوفا أولغا دانيلوفيتش         | تيريزا مردجا ألكساندرا كادانتسو باربارا هاس دلما جالفي                       |
| 12 يونيو | XIXO بطولة السيدات هدمزوفازارهلي هدمزوفازارهلي، المجر ملعب ترابي $60٬000 فردي – زوجي                                      | كوتومي تاكاهاتا برارثانا ثومباري 1–0، انسحب             | ألريكك إيكري تيريزا مردجا                 | ألكسندرا بانوفا أولغا دانيلوفيتش         | تيريزا مردجا ألكساندرا كادانتسو باربارا هاس دلما جالفي                       |
| 12 يونيو | برشلونة الفائز العالمي للسيدات برشلونة، إسبانيا ملعب ترابي $60٬000 فردي – زوجي                                            | دانييلا سيغيل 3–6، 7–6(7–5)، 7–6(7–3)                   | أماندين هيس                               | إري هوزمي أوسوي مايتان أركونادا          | باشاك إرايدن أندريا غاميز جنيفر إيلي بولا بادوسا جيبرت                       |
| 12 يونيو | برشلونة الفائز العالمي للسيدات برشلونة، إسبانيا ملعب ترابي $60٬000 فردي – زوجي                                            | مونتسيرات غونزاليس سيلفيا سولير إسبينوزا 6–4، 6–3       | جوليا غلوشكو بريسيلا هون                  | إري هوزمي أوسوي مايتان أركونادا          | باشاك إرايدن أندريا غاميز جنيفر إيلي بولا بادوسا جيبرت                       |
| 12 يونيو | باذوة، إيطاليا ملعب ترابي $25،000 قرعة المباريات الفردية والزوجية                                                         | ريبيكا بيترسون 5–7، 6–1، 6–4                            | أناستاسيا فاسيليفا                        | برناردا بيرا أليس ماتيوكسي               | آنا فرلجيتش يسيكا ماليشكوفا غابرييلا سي مارتينا كاريغارو                     |
| 12 يونيو | باذوة، إيطاليا ملعب ترابي $25،000 قرعة المباريات الفردية والزوجية                                                         | كريستيانا فيراندو أليس ماتيوكسي 2–6، 6–0، [11–9]        | غابرييلا سي كاتالينا بيلا                 | برناردا بيرا أليس ماتيوكسي               | آنا فرلجيتش يسيكا ماليشكوفا غابرييلا سي مارتينا كاريغارو                     |
| 12 يونيو | كوفو (ياماناشي)، اليابان ملعب صلب $25،000 قرعة المباريات الفردية والزوجية                                                 | هاروكا كاجي 6–1، 6–3                                    | أوليفيا تجاندراموليا                      | إريكا سما ميهارو إيماشي                  | ميكايلا هايت يوكي تاناكا ألكسندرا بوزوفيتش إيرينا هاياشي                     |
| 12 يونيو | كوفو (ياماناشي)، اليابان ملعب صلب $25،000 قرعة المباريات الفردية والزوجية                                                 | ريكا فوجيوارا كيوكا أوكامورا 7–6(7–4)، 6–3              | هيروكو كواتا ريكو ساواياناغي              | إريكا سما ميهارو إيماشي                  | ميكايلا هايت يوكي تاناكا ألكسندرا بوزوفيتش إيرينا هاياشي                     |
| 12 يونيو | سمتر، الولايات المتحدة ملعب صلب $25،000 قرعة المباريات الفردية والزوجية                                                   | آشلي لاهاي 6–3، 7–6(7–4)                                | فرانشيسكا دي لورينزو                      | هسو تشيه يو روبن أندرسون                 | جوليا إلبابا آشلي كراتزير شانيل سيموندز آلي كيك                              |
| 12 يونيو | سمتر، الولايات المتحدة ملعب صلب $25،000 قرعة المباريات الفردية والزوجية                                                   | كايتلين كريستيان جوليانا أولموس 6–2، 3–6، [10–7]        | إيلين بيريز لويزا ستيفاني                 | هسو تشيه يو روبن أندرسون                 | جوليا إلبابا آشلي كراتزير شانيل سيموندز آلي كيك                              |
| 12 يونيو | مينسك، بيلاروسيا ملعب ترابي $15،000 قرعة المباريات الفردية والزوجية                                                       | إيرينا شيمانوفيتش 6–1، 4–6، 6–2                         | كرمن إيلونا                               | مارغو بوفي مارغاريتا سكريابينا           | شاليمار طالبي سادافموه توليبوفا ألكسندرا فوستريكوفا أنستاسيا ديتيك           |
| 12 يونيو | مينسك، بيلاروسيا ملعب ترابي $15،000 قرعة المباريات الفردية والزوجية                                                       | كرمن إيلونا داريا كروجكوفا 6–0، 6–3                     | فيكتورييا مون فيرا ساكالوسكايا            | مارغو بوفي مارغاريتا سكريابينا           | شاليمار طالبي سادافموه توليبوفا ألكسندرا فوستريكوفا أنستاسيا ديتيك           |
| 12 يونيو | برشيروف، جمهورية التشيك ملعب ترابي $15،000 قرعة المباريات الفردية والزوجية                                                | لينكا جريكوفا 6–4، 6–4                                  | ميريام كولودزييوفا                        | مونيكا كيلناروفا أنيتا كلاديفوفا         | آنا مورجينا ديانا شوموفا نيكول روتمان فيندولا زوفينكوفا                      |
| 12 يونيو | برشيروف، جمهورية التشيك ملعب ترابي $15،000 قرعة المباريات الفردية والزوجية                                                | داجمار دودلاكوڤا ميريام كولودزييوفا 6–1، 6–3            | تيريزا ياناتوفا ناتاليا نوفوتنا           | مونيكا كيلناروفا أنيتا كلاديفوفا         | آنا مورجينا ديانا شوموفا نيكول روتمان فيندولا زوفينكوفا                      |
| 12 يونيو | غيمارايش، البرتغال ملعب صلب $15،000 قرعة المباريات الفردية والزوجية                                                       | لارا ميشيل 6–3، 6–1                                     | مارتا هوكي غونزاليس إنسيناس               | ماريا جواو كوهلر ماتيلد أرميتانو         | يوريكو ميازاكي كليمونس فايول ماريا إينيس فونتي جوانا غارلاند                 |
| 12 يونيو | غيمارايش، البرتغال ملعب صلب $15،000 قرعة المباريات الفردية والزوجية                                                       | أريان هارتونو يوريكو ميازاكي 7–5، 6–0                   | ماريا ماسيني أولغا باريس أزكويتا          | ماريا جواو كوهلر ماتيلد أرميتانو         | يوريكو ميازاكي كليمونس فايول ماريا إينيس فونتي جوانا غارلاند                 |
| 12 يونيو | كورتا دي أرجيش، رومانيا ملعب ترابي $15،000 قرعة المباريات الفردية والزوجية                                                | جورجيا أندريا كراتشيون 6–1، 6–1                         | ريا باتيا                                 | ميريام بيانكا بولغارو كاتارينا هيرينغ    | آنا جورجيتا سيميوم إيرينا فيتيكاو أندريا أماليا روتشا تانيا أندرادا ماري     |
| 12 يونيو | كورتا دي أرجيش، رومانيا ملعب ترابي $15،000 قرعة المباريات الفردية والزوجية                                                | جورجيا أندريا كراتشيون إيلونا جورجيانا غيورواي 6–3، 7–5 | كاميليا هريستيا غابرييلا نيكول تاتاروش    | ميريام بيانكا بولغارو كاتارينا هيرينغ    | آنا جورجيتا سيميوم إيرينا فيتيكاو أندريا أماليا روتشا تانيا أندرادا ماري     |
| 12 يونيو | انفوند أوبن ماريبور، سلوفينيا ملعب ترابي $15،000 قرعة المباريات الفردية والزوجية                                          | كاجا جوفان 4–6، 2–6                                     | نينا بوتوتشنيك                            | ناستجا كولار بيا تشوك                    | لورا شايدر جانا جابلونوفسكا جوليا ستاماتوفا أنجيليك سفينوس                   |
| 12 يونيو | انفوند أوبن ماريبور، سلوفينيا ملعب ترابي $15،000 قرعة المباريات الفردية والزوجية                                          | ميا جوراسيتش جوليا بايروني 3–6، 6–4، [7–10]             | جانا جابلونوفسكا مارليس زوبر              | ناستجا كولار بيا تشوك                    | لورا شايدر جانا جابلونوفسكا جوليا ستاماتوفا أنجيليك سفينوس                   |
| 12 يونيو | جيمشون، كوريا الجنوبية ملعب صلب $15،000 قرعة المباريات الفردية والزوجية                                                   | جيونج سو-نام 3–6، 1–6                                   | هان سونغ هي                               | ميزونو كيجيما نودنيدا لوانجنام           | لي سو-را تشوي جي هي هانا تشانغ هونج سيونغ يون                                |
| 12 يونيو | جيمشون، كوريا الجنوبية ملعب صلب $15،000 قرعة المباريات الفردية والزوجية                                                   | تشوي جي-هي كانج سيو-كيونج 4–6، 2–6                      | كيم دا-بين لي سو-را                       | ميزونو كيجيما نودنيدا لوانجنام           | لي سو-را تشوي جي هي هانا تشانغ هونج سيونغ يون                                |
| 12 يونيو | الحمامات، تونس ملعب ترابي $15،000 قرعة المباريات الفردية والزوجية                                                         | سيون مينديز 1–6، 6–3، 0–6                               | أندريا لازارو جارسيا                      | ديبورا كيرفس فيرينا هوفر                 | ماري تيمين ليوني كونغ بيانكا توراتي كارولين روميو                            |
| 12 يونيو | الحمامات، تونس ملعب ترابي $15،000 قرعة المباريات الفردية والزوجية                                                         | ماريا بولينا بيريز باولا أندريا بيريز 3–6، 3–6          | ناتالي كوراتا إدوردا بياي                 | ديبورا كيرفس فيرينا هوفر                 | ماري تيمين ليوني كونغ بيانكا توراتي كارولين روميو                            |
| 19 يونيو | كأس إيغون إيلكلي إيلكلي، المملكة المتحدة عشبي $100،000 فردي – زوجي                                                        | ماغدالينا ريباريكوفا 7–5، 7–6(7–3)                      | أليسون فان يوتفانخ                        | مارينا إراكوفيتش أندريا بيتكوفيتش        | ماريا سكاري مارينا زانيفسكا تاتيانا ماريا ماديسون برينجل                     |
| 19 يونيو | كأس إيغون إيلكلي إيلكلي، المملكة المتحدة عشبي $100،000 فردي – زوجي                                                        | آنا بلينكوفا آلا كودريافتسيفا 6–1، 6–4                  | باولا كانيا مارينا زانيفسكا               | مارينا إراكوفيتش أندريا بيتكوفيتش        | ماريا سكاري مارينا زانيفسكا تاتيانا ماريا ماديسون برينجل                     |
| 19 يونيو | كأس تيب كولتوربارك إزمير، تركيا ملعب صلب $60،000 فردي – زوجي                                                              | ميهايلا بوزارنيسكو 6–1، 6–0                             | إري هوزمي                                 | فيكتوريا توموفا آيلا أكسو                | ناستجا كولار آن صوفي ميستاتش صوفيا شاباتافا نينا ستويانوفيتش                 |
| 19 يونيو | كأس تيب كولتوربارك إزمير، تركيا ملعب صلب $60،000 فردي – زوجي                                                              | آن صوفي ميستاتش نينا ستويانوفيتش 6–4، 7–5               | إيما لين كوتومي تاكاهاتا                  | فيكتوريا توموفا آيلا أكسو                | ناستجا كولار آن صوفي ميستاتش صوفيا شاباتافا نينا ستويانوفيتش                 |
| 19 يونيو | Open Montpellier Méditerranée Métropole Hérault مونبلييه، فرنسا ملعب ترابي $25،000+H قرعة المباريات الفردية والزوجية      | ألكسندرا دولغيرو 6–2، 6–2                               | شيرازاد ريكس                              | ريبيكا ماساروفا فيكتوريا رودريغيز        | إليكسان لوكيميا هارموني تان بريسكيلا هيز مارين بارتود                        |
| 19 يونيو | Open Montpellier Méditerranée Métropole Hérault مونبلييه، فرنسا ملعب ترابي $25،000+H قرعة المباريات الفردية والزوجية      | موموكو كوبوري أيانو شيميزو 6–3، 4–6، [10–7]             | لورا بيجوسي فيكتوريا رودريغيز             | ريبيكا ماساروفا فيكتوريا رودريغيز        | إليكسان لوكيميا هارموني تان بريسكيلا هيز مارين بارتود                        |
| 19 يونيو | باجا، المجر ملعب ترابي $25،000 قرعة المباريات الفردية والزوجية                                                            | ألريكك إيكري 7–6(7–4)، 6–2                              | شانتال شكاملوفا                           | إيزابيل والاس نيكوليتا داسكاليو          | دينيز خازانيك زو هيفز تيريزا ميهاليكوفا أمينة أنشبا                          |
| 19 يونيو | باجا، المجر ملعب ترابي $25،000 قرعة المباريات الفردية والزوجية                                                            | شانتال شكاملوفا آنا زيا 6–7(5–7)، 6–1، [11–9]           | أغنيس بوكتا فيفيان جوهازوفا               | إيزابيل والاس نيكوليتا داسكاليو          | دينيز خازانيك زو هيفز تيريزا ميهاليكوفا أمينة أنشبا                          |
| 19 يونيو | وارسو، بولندا ملعب ترابي $25،000+H قرعة المباريات الفردية والزوجية نسخة محفوظة 2018-01-30 على موقع واي باك مشين.          | مارتينا تريفيسان 6–2، 6–4                               | أولجا يانشوك                              | سيسيل كاراتانتشيفا كاتارزينا بيتر        | إليتسا كوستوفا فيرا لابكو أني ميجاتشيكا غانا بوزنيخيرينكو                    |
| 19 يونيو | وارسو، بولندا ملعب ترابي $25،000+H قرعة المباريات الفردية والزوجية نسخة محفوظة 2018-01-30 على موقع واي باك مشين.          | بريسيلا هون فيرا لابكو 7–6(7–3)، 6–4                    | كاتارزينا كاوا كاتارزينا بيتر             | سيسيل كاراتانتشيفا كاتارزينا بيتر        | إليتسا كوستوفا فيرا لابكو أني ميجاتشيكا غانا بوزنيخيرينكو                    |
| 19 يونيو | يستاد، السويد ملعب ترابي $25،000 قرعة المباريات الفردية والزوجية                                                          | كويرين ليموين 1–6، 6–4، 6–3                             | ميلاني ستوك                               | ماريا تيريزا تورو فلور يساليني بونافنتور | لورا شايدر جوليا جاتو مونتيكوني ريناتا زارازوا فيفيان هيسن                   |
| 19 يونيو | يستاد، السويد ملعب ترابي $25،000 قرعة المباريات الفردية والزوجية                                                          | فالنتينا إيفاخنينكو ريناتا زارازوا 6–3، 3–6، [10–5]     | كويرين ليموين إيفا واكانو                 | ماريا تيريزا تورو فلور يساليني بونافنتور | لورا شايدر جوليا جاتو مونتيكوني ريناتا زارازوا فيفيان هيسن                   |
| 19 يونيو | لينزيرهايد، سويسرا ملعب ترابي $25،000 قرعة المباريات الفردية والزوجية                                                     | جورجيا بريسيا 0–6، 6–4، 7–6(7–1)                        | سيمونا والترت                             | بيبيان ويجيرس كاتالينا بيلا              | دليلا ياكوبوفيتش ألينا سيليتش جوليا غرايبر إليان بوكنز                       |
| 19 يونيو | لينزيرهايد، سويسرا ملعب ترابي $25،000 قرعة المباريات الفردية والزوجية                                                     | أمرا ساديكوفيتش نينا ستادلر 2–6، 6–4، [10–1]            | غابرييلا سي كاتالينا بيلا                 | بيبيان ويجيرس كاتالينا بيلا              | دليلا ياكوبوفيتش ألينا سيليتش جوليا غرايبر إليان بوكنز                       |
| 19 يونيو | باتون روج، الولايات المتحدة ملعب صلب $25،000 قرعة المباريات الفردية والزوجية                                              | نيكول غيبس 6–3، 6–3                                     | فرانشيسكا دي لورينزو                      | فيكتوريا دوفال شانيل سيموندز             | أشلي لاهي جوليا إلْبابا آشلي كراتزير كوين جليسون                              |
| 19 يونيو | باتون روج، الولايات المتحدة ملعب صلب $25،000 قرعة المباريات الفردية والزوجية                                              | إيلين بيريز لويزا ستيفاني 6–3، 6–4                      | فرانشيسكا دي لورينزو جوليا إلْبابا         | فيكتوريا دوفال شانيل سيموندز             | أشلي لاهي جوليا إلْبابا آشلي كراتزير كوين جليسون                              |
| 19 يونيو | فرغانة تشالنجر فرغانة، أوزبكستان ملعب صلب $25،000 قرعة المباريات الفردية والزوجية                                         | سابينا شاريبوفا 6–4، 7–6(7–5)                           | يلينا ريباكينا                            | فاليريا ستراخوفا نيجينا أبدوريموفا       | غوزال أنيتدينوفا أناستازيا فرولوفا كاميلا كيريمباييفا كسينيا ليكينا          |
| 19 يونيو | فرغانة تشالنجر فرغانة، أوزبكستان ملعب صلب $25،000 قرعة المباريات الفردية والزوجية                                         | نيجينا أبدوريموفا أناستازيا فرولوفا 7–6(9–7)، 7–5       | كسينيا ليكينا سابينا شاريبوفا             | فاليريا ستراخوفا نيجينا أبدوريموفا       | غوزال أنيتدينوفا أناستازيا فرولوفا كاميلا كيريمباييفا كسينيا ليكينا          |
| 19 يونيو | فيكتوريا، كندا ملعب صلب (داخلي) $15،000 قرعة المباريات الفردية والزوجية                                                   | أليكسا غراهام 6–1، 6–4                                  | توري كينارد                               | روزي جوهانسن كانا دانيال                 | مارسيلا زكرياس ميشيكا أوزيكي جيسيكا هو ويندي تشانغ                           |
| 19 يونيو | فيكتوريا، كندا ملعب صلب (داخلي) $15،000 قرعة المباريات الفردية والزوجية                                                   | أندريا رينيه فيلاريل مارسيلا زكرياس 7–5، 6–4            | فرانسيس ألتيك أليكسا غراهام               | روزي جوهانسن كانا دانيال                 | مارسيلا زكرياس ميشيكا أوزيكي جيسيكا هو ويندي تشانغ                           |
| 19 يونيو | أنينغ، الصين ملعب ترابي $15،000 قرعة المباريات الفردية والزوجية                                                           | سون شو ليو 6–2، 7–6(7–5)                                | يو ميزهوما                                | تشاو شياوكسي قوه شانشان                  | ني ما زهوما جاي آو وي تشانلان مو شونا                                        |
| 19 يونيو | أنينغ، الصين ملعب ترابي $15،000 قرعة المباريات الفردية والزوجية                                                           | قوه شانشان سون شو ليو 6–3، 6–3                          | دو زهيما ني ما زهوما                      | تشاو شياوكسي قوه شانشان                  | ني ما زهوما جاي آو وي تشانلان مو شونا                                        |
| 19 يونيو | كالتنكيرشن، ألمانيا ملعب ترابي $15،000 قرعة المباريات الفردية والزوجية                                                    | كاتارينا كيرلاخ 6–4، 7–6(7–2)                           | ماجالي كيمبين                             | ليزا ماتفيينكو إيفا ماري فوراسيك         | ثايسا غرنا بيدريتي ليندا برينكوفيتش ليزا بونومار ماريا كاميلا أوسوريو سيرانو |
| 19 يونيو | كالتنكيرشن، ألمانيا ملعب ترابي $15،000 قرعة المباريات الفردية والزوجية                                                    | ألبينا خابيبولينا ليزا بونومار 6–4، 6–0                 | غابرييلا دا سيلفا-فيك ماجالي كيمبين       | ليزا ماتفيينكو إيفا ماري فوراسيك         | ثايسا غرنا بيدريتي ليندا برينكوفيتش ليزا بونومار ماريا كاميلا أوسوريو سيرانو |
| 19 يونيو | هرتسليا، إسرائيل ملعب صلب $15،000 قرعة المباريات الفردية والزوجية                                                         | إستيل كاسينو 3–6، 7–5، 4–1، retired                     | مرتا بايجينا                              | عفري لانكري فلادا إكشيباروفا             | لينيا مالمكفيست فيونا كودينو مايا تاهان صدافموه توليبوفا                     |
| 19 يونيو | هرتسليا، إسرائيل ملعب صلب $15،000 قرعة المباريات الفردية والزوجية                                                         | شيلي كروليتسكي مايا تاهان 2–6، 6–0، [12–10]             | صوفيا ديميترييفا لينيا مالمكفيست          | عفري لانكري فلادا إكشيباروفا             | لينيا مالمكفيست فيونا كودينو مايا تاهان صدافموه توليبوفا                     |
| 19 يونيو | ساسولو، إيطاليا ملعب ترابي $15،000 قرعة المباريات الفردية والزوجية                                                        | ستيفانيا روبيني 5–7، 6–0، 6–4                           | فيديريكا بيلاردو                          | ديبورا كييزا بياتريس توريللي             | نينا بوتوشنيك آنا ريموندينا إيليني كوردولايمي يلينا سيميتش                   |
| 19 يونيو | ساسولو، إيطاليا ملعب ترابي $15،000 قرعة المباريات الفردية والزوجية                                                        | فيديريكا أرتشيدياكونو مارتينا سبيجاريللي Walkover       | كارلا لوسيرو آنا صوفيا سانشيز             | ديبورا كييزا بياتريس توريللي             | نينا بوتوشنيك آنا ريموندينا إيليني كوردولايمي يلينا سيميتش                   |
| 19 يونيو | ألكمار، هولندا ملعب ترابي $15،000 قرعة المباريات الفردية والزوجية                                                         | ميكيلا بايرلوفا 4–6، 2–6                                | لورا هاينريش                              | إليسا فانلانجندونك ميريتشل بيريرا روس    | كاتارينا هيرينغ آبي مايرز رومي كولزر نيكي ريديليك                            |
| 19 يونيو | ألكمار، هولندا ملعب ترابي $15،000 قرعة المباريات الفردية والزوجية                                                         | سالي بيرز روزالي فان دير هوك 3–6، 1–6                   | سفياتلانا بيرازينكا إريكا فوغيلسانغ       | إليسا فانلانجندونك ميريتشل بيريرا روس    | كاتارينا هيرينغ آبي مايرز رومي كولزر نيكي ريديليك                            |
| 19 يونيو | تايبيه، تايوان ملعب صلب $15،000 قرعة المباريات الفردية والزوجية                                                           | لي بي-تشي 6–3، 5–7، 2–6                                 | هاروكا كاجي                               | جونري ناميجاتا ريسا أوجيجيما             | ألكساندرا بوزوفيك ستيفاني تان كيوكا أوكامورا لي يا-هسين                      |
| 19 يونيو | تايبيه، تايوان ملعب صلب $15،000 قرعة المباريات الفردية والزوجية                                                           | تشو آي-هسوان تشو يي-تسين 2–6، 3–6                       | يوديس تشونغ كاثرين آيب                    | جونري ناميجاتا ريسا أوجيجيما             | ألكساندرا بوزوفيك ستيفاني تان كيوكا أوكامورا لي يا-هسين                      |
| 19 يونيو | الحمامات، تونس ملعب ترابي $15،000 قرعة المباريات الفردية والزوجية                                                         | فرناندا بريتو 6–0، 6–2                                  | بيانكا توراتي                             | نويليا زيبالوس غيومار مارستاني           | أناستاسيا نيفيدوفا أندريا لازارو غارسيا ميا إكلوند ماريا باتراسكو            |
| 19 يونيو | الحمامات، تونس ملعب ترابي $15،000 قرعة المباريات الفردية والزوجية                                                         | فرناندا بريتو نويليا زيبالوس 6–1، 6–3                   | لوسيا دي لا بويرتا أوريبي غيومار مارستاني | نويليا زيبالوس غيومار مارستاني           | أناستاسيا نيفيدوفا أندريا لازارو غارسيا ميا إكلوند ماريا باتراسكو            |
| 26 يونيو | كأس إيجون ساث سي ساوث سي، المملكة المتحدة عشبي $100،000+H فردي – زوجي                                                     | تاتيانا ماريا 6–2، 6–2                                  | ايرينا كاميليا باغو                       | إيكاترينا ألكسندروفا يفجينيا رودينا      | أندريا بيتكوفيتش جوليا بوسوروب كرامي نارا جينيفر برادي                       |
| 26 يونيو | كأس إيجون ساث سي ساوث سي، المملكة المتحدة عشبي $100،000+H فردي – زوجي                                                     | شاكو أوياما يانغ زاوكسوان 6–7(7–9)، 6–3، [10–8]         | فيكتوريا غولوبيتش ليودميلا كيتشينوك       | إيكاترينا ألكسندروفا يفجينيا رودينا      | أندريا بيتكوفيتش جوليا بوسوروب كرامي نارا جينيفر برادي                       |
| 26 يونيو | بيريغو، فرنسا ملعب ترابي $25،000 قرعة المباريات الفردية والزوجية                                                          | باتي شنايدر 6–4، 7–5                                    | كاميللا روساتيلو                          | ماري أوساكا أولغا سايز لاررا             | جيسيكا بونشيه فيكتوريا رودريغيز هيلين شولزن شيرازاد ريكس                     |
| 26 يونيو | بيريغو، فرنسا ملعب ترابي $25،000 قرعة المباريات الفردية والزوجية                                                          | كاميللا روساتيلو كيمبرلي زيمرمان 6–4، 6–3               | مانو أركانجيولي شيرازاد ريكس              | ماري أوساكا أولغا سايز لاررا             | جيسيكا بونشيه فيكتوريا رودريغيز هيلين شولزن شيرازاد ريكس                     |
| 26 يونيو | شتوتغارت، ألمانيا ملعب ترابي $25،000 قرعة المباريات الفردية والزوجية                                                      | برناردا بيرا 6–4، 6–4                                   | آنا زيا                                   | إري هوزمي جوليا جابر                     | بيبيان ويجيرس ريبيكا ماساروفا كاتالينا بيلا بترا كرجسوفا                     |
| 26 يونيو | شتوتغارت، ألمانيا ملعب ترابي $25،000 قرعة المباريات الفردية والزوجية                                                      | كسينيا بيكر رالوكا جيورجيانا سيربان 6–3، 5–7، [10–5]    | لورا شادر آنا زيا                         | إري هوزمي جوليا جابر                     | بيبيان ويجيرس ريبيكا ماساروفا كاتالينا بيلا بترا كرجسوفا                     |
| 26 يونيو | كأس بيلا تورون، بولندا ملعب ترابي $25،000+H قرعة المباريات الفردية والزوجية نسخة محفوظة 2018-02-12 على موقع واي باك مشين. | شانتال شكاملوفا 6–2، 4–6، 6–3                           | ميريام كولودزيجوفا                        | لينكا جريكوفا بريسيلا هون                | سارة-ريبيكا سيكوليتش فيرا لابكو ماجدالينا فريتش مايا شوالينسكا               |
| 26 يونيو | كأس بيلا تورون، بولندا ملعب ترابي $25،000+H قرعة المباريات الفردية والزوجية نسخة محفوظة 2018-02-12 على موقع واي باك مشين. | فيرا لابكو آنا مورجينا 6–2، 6–3                         | ميريام كولودزيجوفا جيسيكا ماليتشكوفا      | لينكا جريكوفا بريسيلا هون                | سارة-ريبيكا سيكوليتش فيرا لابكو ماجدالينا فريتش مايا شوالينسكا               |
| 26 يونيو | لند، السويد ملعب ترابي $25،000 قرعة المباريات الفردية والزوجية                                                            | مارتينا دي جوزيبي 6–4، 2–6، 6–2                         | أغنيس بوكيتا                              | ديا هردجلاش ألكسندرا دولغيرو             | يساليني بونافنتور لورا بيجوسي ميلاني ستوك إيدا جارلسكوج                      |
| 26 يونيو | لند، السويد ملعب ترابي $25،000 قرعة المباريات الفردية والزوجية                                                            | إيدا جارلسكوج فاني أوستلوند 6–2، 6–7(4–7)، [14–12]      | لورا-إيونا أندريه جوليا واشتشاك           | ديا هردجلاش ألكسندرا دولغيرو             | يساليني بونافنتور لورا بيجوسي ميلاني ستوك إيدا جارلسكوج                      |
| 26 يونيو | أوبورن، الولايات المتحدة ملعب صلب $25،000 قرعة المباريات الفردية والزوجية                                                 | ميهارو إيمايشي 6–3، 6–2                                 | نيكول غيبس                                | إيلين بيريز كارول تشاو                   | إيماينا بيكتاس آشلي لاهي مايو هيبي أوليفيا روجوفسكا                          |
| 26 يونيو | أوبورن، الولايات المتحدة ملعب صلب $25،000 قرعة المباريات الفردية والزوجية                                                 | إيماينا بيكتاس أليكسيا غواراشي 4–6، 6–4، [10–5]         | إيلين بيريز لويزا ستيفاني                 | إيلين بيريز كارول تشاو                   | إيماينا بيكتاس آشلي لاهي مايو هيبي أوليفيا روجوفسكا                          |
| 26 يونيو | دي هان، بلجيكا ملعب ترابي $15،000 قرعة المباريات الفردية والزوجية                                                         | ليزا بونومار 6–4، 6–3                                   | أليس رامي                                 | مونيكا كلناروفا ميريتسيل بيريرا روس      | سفياتلانا بيرازينكا إليسا فانلانغندونك بويانا مارينكوفيتش إميلي أربوثنوت     |
| 26 يونيو | دي هان، بلجيكا ملعب ترابي $15،000 قرعة المباريات الفردية والزوجية                                                         | ليزا-ماري ماتشكه بويانا مارينكوفيتش 6–4، 3–6، [10–8]    | ريو كيتاغاوا إليسا فانلانغندونك           | مونيكا كلناروفا ميريتسيل بيريرا روس      | سفياتلانا بيرازينكا إليسا فانلانغندونك بويانا مارينكوفيتش إميلي أربوثنوت     |
| 26 يونيو | آنينغ، الصين ملعب ترابي $15،000 قرعة المباريات الفردية والزوجية                                                           | قوه شينشان 6–4، 6–4                                     | إوديس تشونغ                               | صن شولو كانغ جياكي                       | مو شونا تشانغ لينغ لي ييشوان ني ما تشوما                                     |
| 26 يونيو | آنينغ، الصين ملعب ترابي $15،000 قرعة المباريات الفردية والزوجية                                                           | صن شولو زانغ جياشيو 6–2، 6–4                            | فنغ شوان كانغ جياكي                       | صن شولو كانغ جياكي                       | مو شونا تشانغ لينغ لي ييشوان ني ما تشوما                                     |
| 26 يونيو | شرم الشيخ، مصر ملعب صلب $15،000 قرعة المباريات الفردية والزوجية                                                           | برانجالا يادلابالي 6–7(0–7)، 7–5، 6–4                   | جيادا كليريتشي                            | إيكاترينا ياشينا آنا بيانكا ميهيلا       | تيريزا ميهاليكوفا أنجلينا زورافليفا مارتينا كابورو تابوردا كانيكا فايديا     |
| 26 يونيو | شرم الشيخ، مصر ملعب صلب $15،000 قرعة المباريات الفردية والزوجية                                                           | كانيكا فايديا إيكاترينا ياشينا 6–2، 6–0                 | إيلا حسرفوفتش جينيفر تيموتين              | إيكاترينا ياشينا آنا بيانكا ميهيلا       | تيريزا ميهاليكوفا أنجلينا زورافليفا مارتينا كابورو تابوردا كانيكا فايديا     |
| 26 يونيو | تل أبيب، إسرائيل ملعب صلب $15،000 قرعة المباريات الفردية والزوجية                                                         | ديسبينا باباميتشايل 7–6(7–4)، 6–3                       | إستيل كاسينو                              | فاليريا نيكولايف آنا كوباريفا            | نعومي توتكا ياردين أكلر لينا غلشكو لينييا مالمكفيست                          |
| 26 يونيو | تل أبيب، إسرائيل ملعب صلب $15،000 قرعة المباريات الفردية والزوجية                                                         | إستيل كاسينو كيرا شروف 6–2، 6–4                         | لينييا مالمكفيست ألكسندرا والترز          | فاليريا نيكولايف آنا كوباريفا            | نعومي توتكا ياردين أكلر لينا غلشكو لينييا مالمكفيست                          |
| 26 يونيو | تارفيزيو، إيطاليا ملعب ترابي $15،000 قرعة المباريات الفردية والزوجية                                                      | نينا بوتوشنيك 6–2، 6–3                                  | فيديريكا بيلاردو                          | ليزا سابينو إليني كوردولايمي             | بيا تشوك ناستازيا بورنيت سزابينا سزلافيكوفيكس مانكا بيسلاك                   |
| 26 يونيو | تارفيزيو، إيطاليا ملعب ترابي $15،000 قرعة المباريات الفردية والزوجية                                                      | فيديريكا دي سارا ليزا سابينو 6–0، 6–3                   | كارلا لوسيرو سزابينا سزلافيكوفيكس         | ليزا سابينو إليني كوردولايمي             | بيا تشوك ناستازيا بورنيت سزابينا سزلافيكوفيكس مانكا بيسلاك                   |
| 26 يونيو | بوخارست، رومانيا ملعب ترابي $15،000 قرعة المباريات الفردية والزوجية                                                       | كريستينا دينو 6–3، 6–3                                  | جورجيا أندريا كراشتن                      | ألكسندرا بيربر نيكوليتا داسكالو          | مارتينا كولميجنا روزا فيكينس ماس ميريام بيانكا بولغارو غيورغيا ماركيتي       |
| 26 يونيو | بوخارست، رومانيا ملعب ترابي $15،000 قرعة المباريات الفردية والزوجية                                                       | كريستينا إيني ألكسندرا بيربر 4–6، 6–3، [10–4]           | إيلينا بوغدان ميريام بيانكا بولغارو       | ألكسندرا بيربر نيكوليتا داسكالو          | مارتينا كولميجنا روزا فيكينس ماس ميريام بيانكا بولغارو غيورغيا ماركيتي       |
| 26 يونيو | إسطنبول، تركيا ملعب ترابي $15،000 قرعة المباريات الفردية والزوجية                                                         | ساناز ماراند 6–1، 6–4                                   | أيلا أكسو                                 | داريا كروشكوفا ميليس سيزر                | ناستجا كولار إيكاترينا كازيونوفا كارولين روميو مانون بيرال                   |
| 26 يونيو | إسطنبول، تركيا ملعب ترابي $15،000 قرعة المباريات الفردية والزوجية                                                         | ساناز ماراند ميليس سيزر 6–2، 7–6(7–1)                   | إينا كاجيفيتش إيبيك أوز                   | داريا كروشكوفا ميليس سيزر                | ناستجا كولار إيكاترينا كازيونوفا كارولين روميو مانون بيرال                   |

## الروابط الخارجية
- "10،600 لاعبة، 1135 حدثًا: جولة الاتحاد الدولي لكرة المضرب العالمية للسيدات لعام 2023 بالأرقام". الاتحاد الدولي لكرة المضرب. اطلع عليه بتاريخ 2024-01-02.
- "أجندة جولة الاتحاد الدولي لكرة المضرب العالمية للسيدات". الاتحاد الدولي لكرة المضرب. اطلع عليه بتاريخ 2024-01-02.
- الاتحاد الدولي لكرة المضرب